# Saison 2 de The Office
Vous lisez un « bon article » labellisé en 2024.
Chronologie
Saison 1 Saison 3
La deuxième saison de The Office, une série télévisée américaine créée par Ricky Gervais et Stephen Merchant, est diffusée pour la première fois aux États-Unis du 20 septembre 2005 au 11 mai 2006 sur NBC. La saison comporte 22 épisodes, dont le premier épisode de 40 minutes de la série. En France, elle est diffusée du 24 juin au 3 septembre 2007 sur Canal+.
Adaptation américaine développée par Greg Daniels de la série télévisée britannique du même titre, The Office met en scène sous forme de documenteur le quotidien d'employés de bureau de l'entreprise de papier fictive Dunder Mifflin, située à Scranton en Pennsylvanie. La distribution principale est composée de Steve Carell, Rainn Wilson, John Krasinski, Jenna Fischer et B. J. Novak. Les seconds rôles sont interprétés par Melora Hardin, David Denman, Leslie David Baker, Brian Baumgartner, Kate Flannery, Angela Kinsey, Oscar Nuñez et Phyllis Smith.
En débutant par l'épisode La Remise des prix, la deuxième saison développe le thème de la réduction des effectifs d'une entreprise, avec l'introduction de nouveaux personnages et le développement de certains autres, en particulier celui de Dwight Schrute (Rainn Wilson). Michael Scott (Steve Carell) entame rapidement une relation avec sa supérieure Jan Levinson (Melora Hardin) tandis que la relation entre Pam Beesly (Jenna Fischer) et Jim Halpert (John Krasinski) devient un des principaux sujets de la saison. Leur complicité devient plus évidente alors que les sentiments de Jim pour Pam continuent de grandir, tandis qu'elle se démène dans sa relation avec Roy Anderson (David Denman), un ouvrier de l'entrepôt.
Aux États-Unis, cette saison est diffusée le mardi à 21 h 30 du 20 septembre au 6 décembre 2005, puis le jeudi à la même heure du 5 janvier au 11 mai 2006. La saison est un succès d'audience, renforcé par le succès de Carell dans le film 40 ans, toujours puceau (The 40-Year-Old Virgin) en 2005. La saison est aussi largement acclamée par la critique, certains la qualifiant de l'une des meilleures saisons de sitcoms jamais réalisées. Universal Pictures Home Entertainment publie la deuxième saison en DVD le 12 septembre 2006 dans la région 1 et le 28 janvier 2008 dans la région 2. Le coffret de quatre disques contient les 22 épisodes, de nombreuses scènes coupées ainsi que des commentaires d'épisodes de différents membres de l'équipe de production.

## Synopsis
De nombreux employés présents dans la première saison sont développés comme personnages secondaires dans cette saison et des relations romantiques commencent à se développer. Michael passe platoniquement une nuit avec sa patronne, Jan Levinson, qui vient juste de divorcer. Dwight et Angela commencent eux aussi une relation amoureuse, mais gardent leur relation secrète. Kelly tombe amoureuse de Ryan, et ils commencent à sortir ensemble. Lorsque Roy fixe une date de mariage avec Pam, lors d'une sortie avec les employés sur un bateau, Jim devient déprimé et envisage une mutation à la succursale de Stamford dans le Connecticut. Ce dernier annonce à Pam, lors de l'épisode final, qu'il est fou amoureux d'elle, même si Pam insiste sur le fait qu'elle est avec Roy. Les deux s'embrassent et Jim est transféré à la branche de Stamford peu de temps après. La menace générale de réduction des effectifs se poursuit également tout au long de la saison.

## Distribution

### Acteurs principaux
- Steve Carell (VF : Constantin Pappas) : Michael Scott, directeur régional de la succursale de Scranton de Dunder Mifflin[6]. Librement inspiré de David Brent, incarné par Ricky Gervais dans la version britannique[7], Scott est un homme ignorant et solitaire, qui tente de se faire des amis en amusant ses employés, au risque de se ridiculiser.
- Rainn Wilson (VF : Philippe Siboulet) : Dwight Schrute, inspiré du personnage Gareth Keenan. Il est l'assistant du directeur régional (« assistant to the regional manager »), bien qu'il préfère qu'on l'appelle simplement directeur régional assistant (« assistant regional manager »)[8].
- John Krasinski (VF : Stéphane Pouplard) : Jim Halpert, un représentant commercial farceur, inspiré de Tim Canterbury, qui est amoureux de Pam Beesly, la réceptionniste[9].
- Jenna Fischer (VF : Amélie Gonin) : Pam Beesly, basée sur Dawn Tinsley. Elle est une réceptionniste timide, souvent de mèche avec Jim pour faire des farces à Dwight[10].
- B. J. Novak (VF : Thibaut Belfodil) : Ryan Howard, le stagiaire[10].

### Acteurs secondaires
Au milieu de la saison, huit des acteurs récurrents de la série sont promus au rang de réguliers et crédités juste après les titres principaux et avant les scénaristes et les producteurs.
- Leslie David Baker (VF : Bruno Henry) : Stanley Hudson, un vendeur grincheux.
- Brian Baumgartner (VF : Yves-Henri Salerne) : Kevin Malone, un comptable simple d'esprit.
- Angela Kinsey (VF : Josy Bernard) : Angela Martin, une comptable autoritaire amoureuse de Dwight.
- Oscar Nuñez (VF : Tony Joudrier) : Oscar Martinez, un comptable intelligent.
- Phyllis Smith (VF : Marie-Martine) : Phyllis Lapin, une vendeuse timide et sympathique[12].
- Kate Flannery (VF : Marie-Christine Robert) : Meredith Palmer, représentante des relations d'approvisionnement alcoolique et désinhibée.
- Melora Hardin (VF : Laurence Bréheret) : Jan Levinson-Gould, vice-présidente des ventes régionales.
- David Denman (VF : Jérôme Berthoud) : Roy Anderson, un employé de l'entrepôt et le fiancé de Pam.

### Acteurs récurrents
- Mindy Kaling (VF : Audrey Sablé) : Kelly Kapoor, la représentante du service clientèle obsédée par la culture pop.
- Creed Bratton (VF : Frédéric Cerdal) : Creed Bratton, le responsable mystérieux de l'assurance qualité du bureau.
- Paul Lieberstein (VF : Martin Brieuc) : Toby Flenderson, représentant des ressources humaines au regard triste.
- Craig Robinson (VF : Pascal Vilmen) : Darryl Philbin, responsable de l'entrepôt.
- Devon Abner : Devon White, représentant des relations avec les fournisseurs.
- Hugh Dane : Hank Tate, le gardien de l'immeuble[12].
- David Koechner (VF : Fabrice Lelyon) : Todd Packer, un vendeur itinérant grossier et offensif, qui est le meilleur ami de Michael.
- Nancy Walls (VF : Catherine Cipan) : Carol Stills, un agent immobilier.
- Amy Adams (VF : Frédérique Marlot) : Katy Moore, une vendeuse de sacs à main et la petite amie de Jim.

### Invités notables
- Lance Krall : Ira Glicksberg, le sensei de Dwight.
- Tim Meadows : Christian, un client potentiel de Dunder Mifflin.
- Bobby Ray Shafer (VF : Richard Leroussel) : Bob Vance, le petit ami de Phyllis, qui dirige Vance Refrigeration.
- Rob Riggle : Jack, le capitaine du bateau sur lequel le bureau organise sa croisière alcoolisée.
- Ken Howard : Ed Truck, l'ancien patron de Michael.
- Patrice O'Neal : Lonny Collins, un employé de l'entrepôt.
- Andy Buckley (VF : Jacques Faugeron) : David Wallace, le nouveau directeur financier de Dunder Mifflin.

Version française
- Société de doublage : Libra Films
- Direction artistique : Martin Brieuc
- Adaptation : Isabelle Gueguen et Sylvie Abou Isaac

 Source et légende : version française (VF) sur RS Doublage , Allodoublage et Doublage Séries Database.

## Production

### Développement
Malgré les faibles audiences de la première saison de la série, NBC renouvelle The Office pour une deuxième saison. À l'origine, six épisodes sont commandés, mais NBC en commande ensuite sept supplémentaires. Début novembre, NBC rallonge à nouveau la saison en commandant trois épisodes supplémentaires, avant de commander une saison complète de 22 épisodes en janvier 2006.
La deuxième saison est produite par Reveille Productions et Deedle-Dee Productions, en association avec NBC Universal Television Studios. La série est basée sur la série britannique du même nom créée par Ricky Gervais et Stephen Merchant, qui produisent la série. The Office est produite par Greg Daniels, qui en est également le producteur délégué et le show runner. Parmi les scénaristes de la saison précédente, on retrouve Daniels, Larry Wilmore, Michael Schur, Mindy Kaling, Paul Lieberstein et B. J. Novak. Les nouveaux scénaristes de la deuxième saison sont Lee Eisenberg et Gene Stupnitsky, qui étaient producteurs consultants, et Jennifer Celotta, qui était productrice consultante. Certains des acteurs reçoivent des promotions : Kaling devient consultante, Novak coproducteur et Lieberstein coproducteur exécutif. La star de la série, Steve Carell, écrit son premier épisode de The Office, le dernier de la saison, La Soirée Casino.

### Réalisation
Les épisodes de la deuxième saison sont réalisés par huit réalisateurs différents, qui, à part Bryan Gordon, réalisent tous plusieurs épisodes. Gordon, Ken Kwapis, Ken Whittingham et Daniels ont déjà réalisé des épisodes de la première saison, tandis que Dennie Gordon, Paul Feig, Victor Nelli Jr. et Charles McDougall font leurs débuts de réalisateurs pour la série. Bien que The Office soit principalement filmé sur un plateau de studio aux Valley Center Studios à Van Nuys, en Californie, la ville de Scranton, en Pennsylvanie, où se déroule la série, est utilisée pour réaliser le générique.

## Accueil

### Audiences

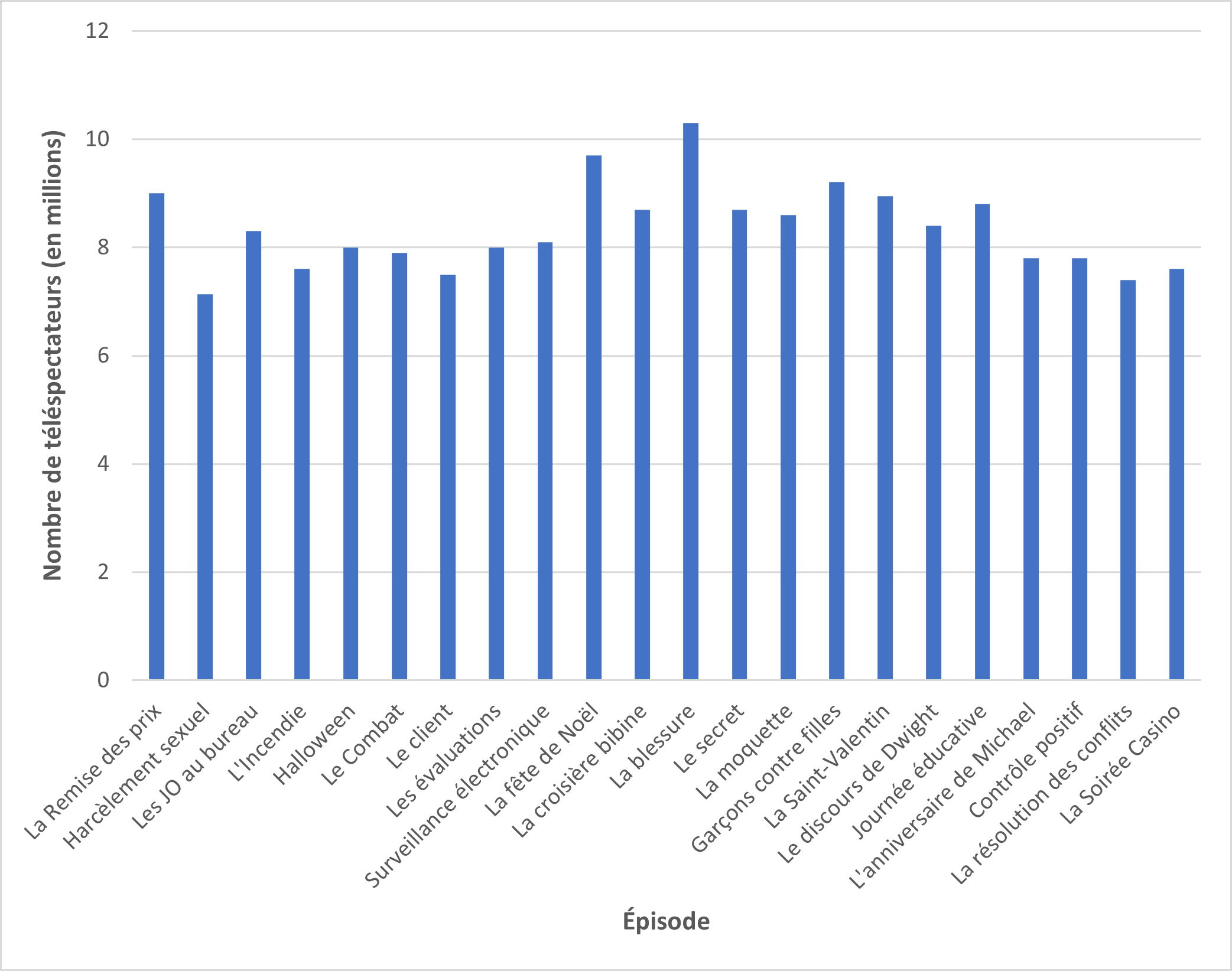
Audiences de la deuxième saison de The Office aux États-Unis.

Le premier épisode de la saison, La Remise des prix, rassemble 9 millions de téléspectateurs, ce qui constitue une augmentation considérable par rapport à l'épisode final de la première saison, La Fille Canon, regardé par seulement 4,8 millions de téléspectateurs. Au cours de la diffusion de la saison, le succès du film 40 ans, toujours puceau (The 40-Year-Old Virgin) avec Steve Carell et la vente en ligne des épisodes sur iTunes permettent à la série de gagner des téléspectateurs. L'augmentation du nombre de téléspectateurs conduit NBC à déplacer la série dans la catégorie Must See TV du jeudi soir en janvier 2006, où l'audience continue de croître. La saison atteint un pic d'audience avec le douzième épisode, La blessure, qui est vu par plus de 10 millions de téléspectateurs. Le dernier épisode de la saison, La Soirée Casino — qui est également le premier épisode de quarante minutes de la série — est suivi par 7,6 millions de téléspectateurs,.
La série se classe au 67e rang pour la saison télévisuelle 2004-2005 aux États-Unis, à égalité avec 20/20). Elle rassemble en moyenne huit millions de téléspectateurs et obtient un score de 4,0/10 sur l'échelle de Nielsen, ce qui signifie qu'en moyenne, quatre pour cent des foyers regardent la série à un moment donné et que dix pour cent de tous les téléviseurs utilisés à ce moment-là sont branchés sur la série. La série enregistre une augmentation spectaculaire de son audience par rapport à l'année précédente, avec une hausse de 40 % du nombre total de téléspectateurs et de 60 % du nombre de téléspectateurs âgés de 18 à 49 ans. The Office enregistre une progression de 60 % cette année auprès des adultes de 18 à 49 ans (avec une note moyenne de 4,0 sur l'échelle de Nielsen contre 2,5 la saison précédente).

### Critiques

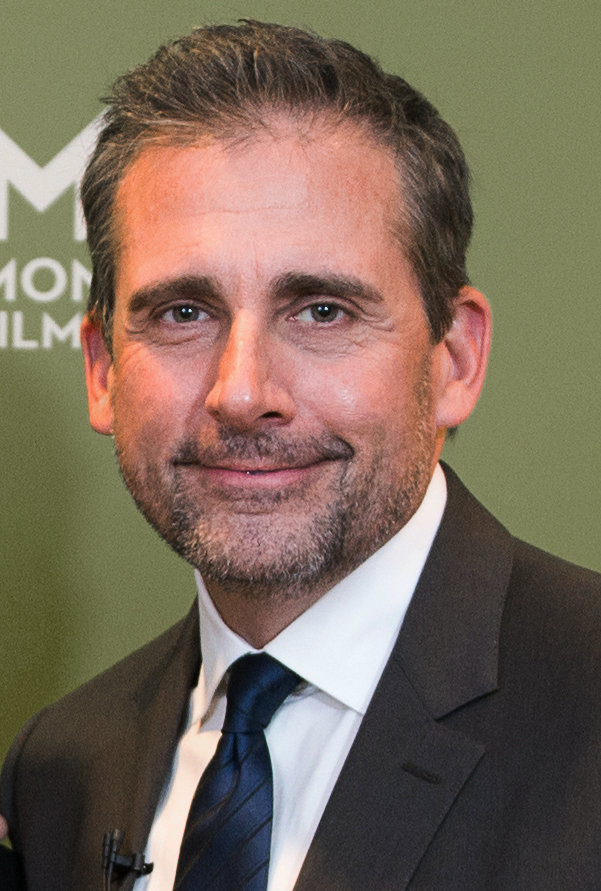
Steve Carell est récompensé pour son interprétation et sa participation au scénario.

La deuxième saison de The Office connaît un grand succès critique et commercial. Francis Rizzo III de DVD Talk écrit que la version britannique « ne peut pas rivaliser avec la version américaine » dans cette saison, en raison de la naissance du style propre à la série, « devenant la meilleure série d'une demi-heure à la télévision »,. Rizzo ajoute que la saison est remplie de « personnages fantastiquement réels » ainsi que de « l'une des romances les mieux traitées de l'histoire de la télévision »,. Eric Goldman de IGN note que la deuxième saison transforme The Office « d'une série très drôle en une série vraiment brillante »,. Goldman fait l'éloge du développement de l'univers de la saison, écrivant qu'elle « fait un travail merveilleux en développant les autres employés de Dunder-Mifflin [sic], ce que la version britannique n'a jamais pu faire à ce point »,. Il accorde à la série une note de dix sur dix. Josh Wolk, un critique de télévision d'Entertainment Weekly, déclare que la série « peaufine des situations ordinaires si hilarantes et si maladroites qu'elles font à la fois rire et grincer des dents les téléspectateurs »,.
La saison constitue également un succès commercial. Au milieu de la saison, un accord est passé avec la société Apple pour proposer les épisodes de la série en téléchargement sur l'iTunes store. Cette action, par la suite, conduit de nombreux fans à acheter la série avant la sortie du coffret DVD. Pendant un certain temps, La moquette, le quatorzième épisode de la saison, est le deuxième épisode d'une série télévisée le plus téléchargé sur la boutique, et début janvier 2006, les épisodes de The Office occupent dix des vingt places de la liste iTunes des téléchargements les plus populaires. En 2006, après la sortie du DVD, la deuxième saison est le dix-septième DVD le plus vendu sur le site Amazon de l'année.

### Distinctions
La deuxième saison de The Office est nommée cinq fois aux Primetime Emmy Awards et remporte le prix de la meilleure série télévisée comique. La série est aussi nommée dans les catégories meilleur acteur dans une série télévisée comique pour Steve Carell et son interprétation de Michael Scott, meilleur scénario pour une série télévisée comique pour Michael Schur et l'épisode La fête de Noël, meilleur montage à caméra unique pour une série comique pour les épisodes La fête de Noël, monté par David Rogers, et La croisière bibine, monté par Dean Holland. Carell reçoit également le Television Critic's Award de la meilleure réalisation individuelle dans le domaine de la comédie, tandis que la série reçoit le Television Critic's Award de la meilleure réalisation dans le domaine de la comédie. Pour l'épisode L'anniversaire de Michael, Ken Whittingham remporte le prix du meilleur réalisateur de série comique aux NAACP Image Awards. Lors des Writers Guild of America Awards 2007, The Office reçoit le prix de la meilleure série comique, et Carell le prix de l'écriture comique épisodique pour l'épisode La Soirée Casino. The Office reçoit également un Peabody Award en 2006, récompensant l'émission pour son excellence dans la diffusion radio et/ou télévision.

## Liste des épisodes

### Épisode 1:La Remise des prix
- États-Unis : 20 septembre 2005[40]
- France : 24 juin 2007[41]
- Belgique : 26 novembre 2008

- Melora Hardin (Jan Levinson)
- David Denman (Roy Anderson)

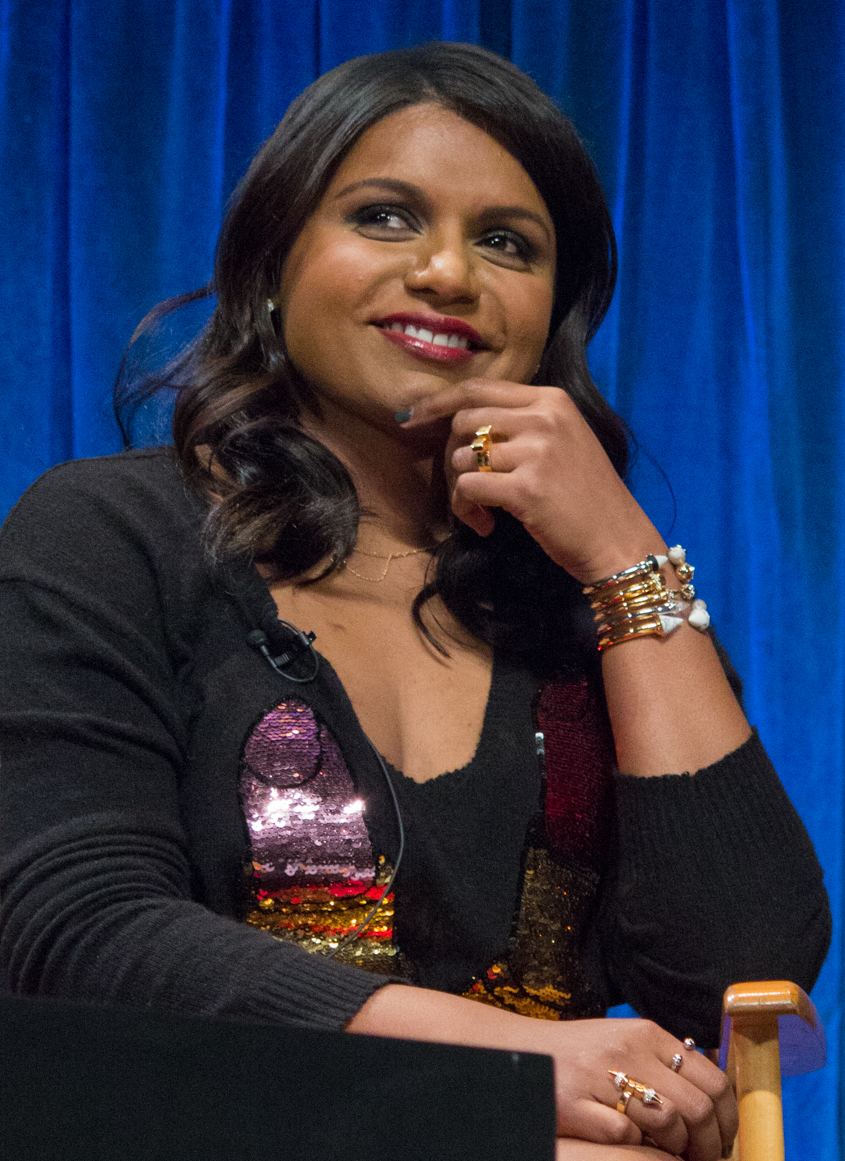
L'épisode a été écrit par Mindy Kaling.

- Christopher T. Wood (le manager du Chili's)

Michael organise les « Dundies », sa cérémonie annuelle de remise de prix au restaurant Chili's, que lui seul attend avec impatience. Jim tente de le dissuader de remettre une fois de plus à Pam le prix des « fiançailles les plus longues du monde ». De son côté, Dwight apprend qu'il y a un graffiti à propos de Michael sur le mur des toilettes des dames. Ses tentatives pour retrouver le responsable échouent,.
Lors de la remise des prix, la prestation de Michael en tant que maître de cérémonie ne convainc personne. Ryan est embarrassé lorsque Michael lui décerne le prix de la personne la plus sexy du bureau. Roy, le fiancé de Pam, et Darryl partent, emmenant Pam avec eux. Sur le parking, Roy et Pam se disputent et Pam retourne seule au restaurant, où elle commence à boire de la bière et des margaritas. Chahuté par les autres clients, Michael décide de mettre fin au spectacle, mais Pam, en état d'ébriété, encourage Michael à continuer et est suivie par les autres employés. Soulagée d'avoir remporté le Dundie pour les « baskets les plus blanches » (par opposition à un prix dégradant et sexuel), Pam prononce un discours de remerciement en état d'ébriété et embrasse Jim sur la bouche. Jim est surpris, mais heureux,.

### Épisode 2:Harcèlement sexuel
- États-Unis : 27 septembre 2005[40]
- France : 24 juin 2007[41]
- Belgique : 2 novembre 2008

- David Koechner (Todd Packer)
- Melora Hardin (Jan Levinson)
- David Denman (Roy Anderson)

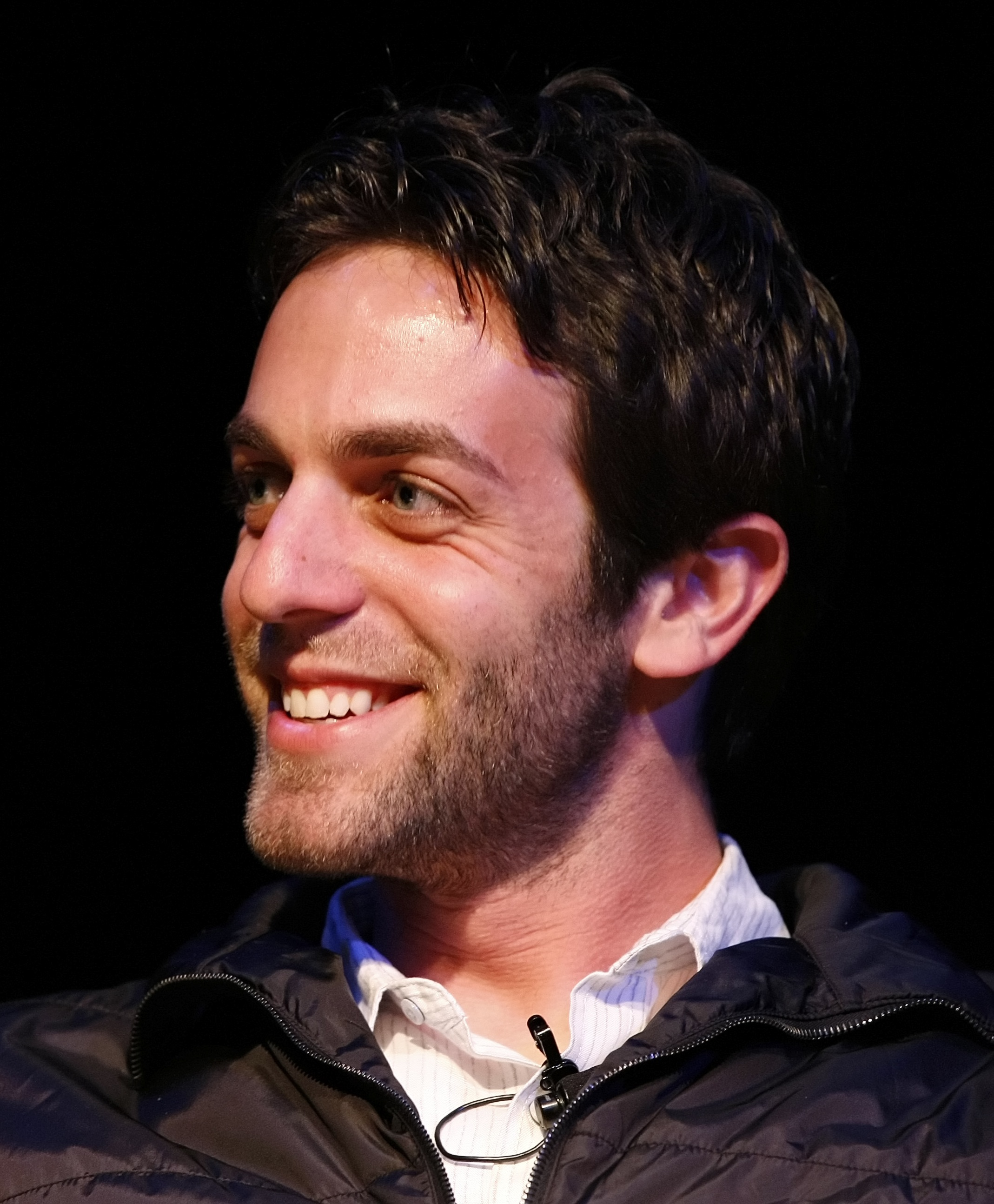
L'épisode a été écrit par B. J. Novak.

- Leslie David Baker (Stanley Hudson)
- Brian Baumgartner (Kevin Malone)
- Kate Flannery (Meredith Palmer)
- Mindy Kaling (Kelly Kapoor)
- Angela Kinsey (Angela Martin)
- Paul Lieberstein (Toby Flenderson)
- Oscar Nuñez (Oscar Martinez)
- Phyllis Smith (Phyllis Lapin)
- Shannon Cochran (Helene Beesly)
- Craig Robinson (Darryl Philbin)

Todd Packer, le meilleur ami de Michael offense le personnel avec des ragots grossiers concernant un scandale de la haute direction. Toby Flenderson informe Michael qu'il va mener une révision des politiques de harcèlement sexuel de l'entreprise, car le directeur financier a démissionné à la suite d'allégations faites par sa secrétaire. Michael est encore plus indigné lorsqu'il envoie un avocat pour lui parler, craignant que cela n'altère l'ambiance détendue de son bureau. Michael et le personnel de l'entrepôt se moquent de la vidéo sur le harcèlement sexuel, mais les remarques vulgaires cessent brusquement lorsque Jan Levinson et l'avocat arrivent de la direction générale.
Alors que Michael annonce avec colère qu'il ne peut plus être ami avec son personnel et qu'il ne racontera plus jamais de blague, Jim Halpert le pousse à rompre immédiatement son vœu, sous l'approbation de Packer. L'attitude de Michael change soudainement lorsqu'il réalise qu'il n'est pas en difficulté et que l'avocat est là pour le protéger. Après que Packer ait raconté une blague vulgaire aux dépens de Phyllis, Michael la défend en déclarant devant tout le bureau qu'il la trouve attirante et que la seule chose qui le préoccupe quand il est près d'elle est « d'avoir une érection »,.

### Épisode 3:Les JO au bureau
- États-Unis : 4 octobre 2005[40]
- France : 1er juillet 2007[41]
- Belgique : 9 novembre 2008

- Nancy Carell (Carol Stills)

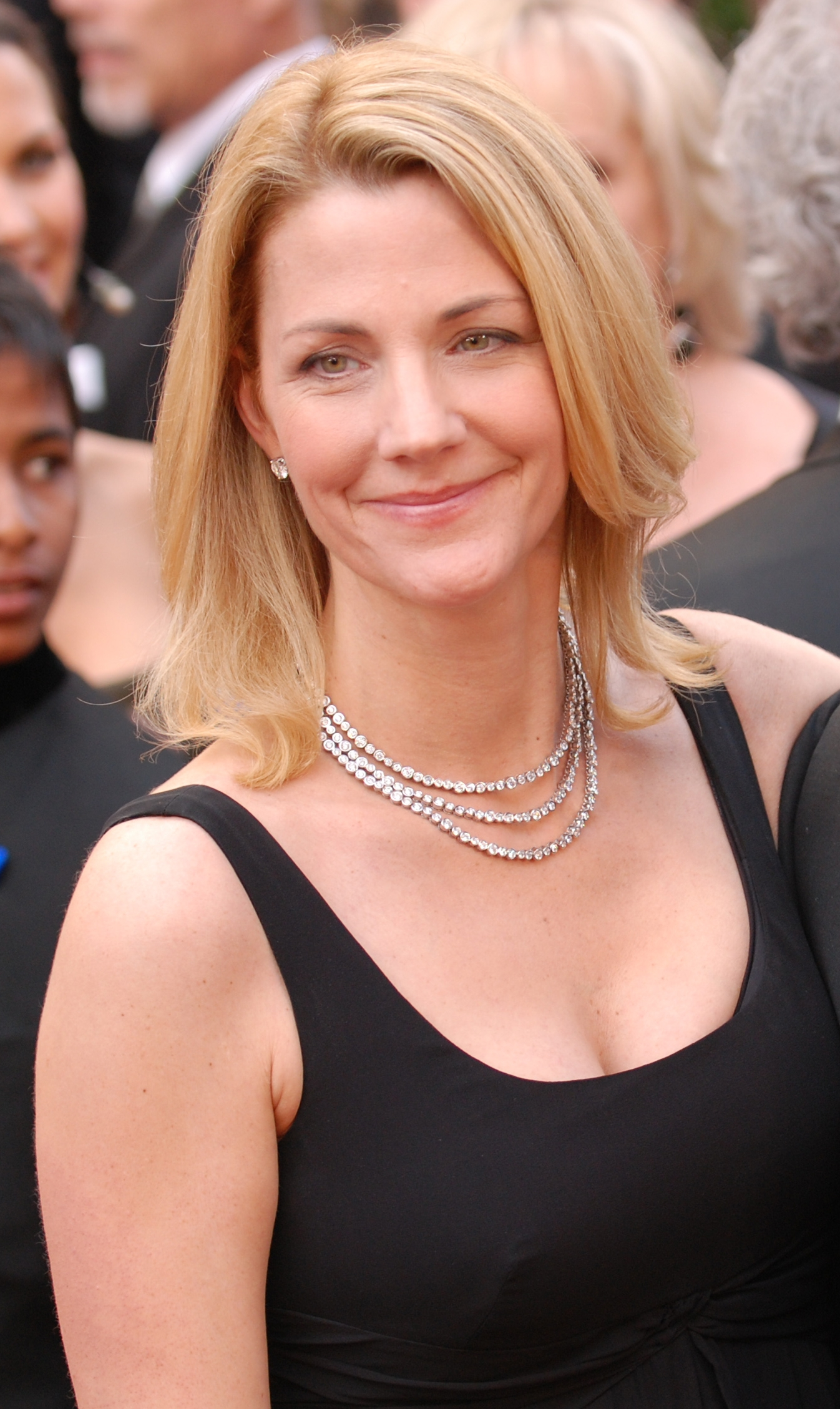
Nancy Carell interprète le rôle de Carol, l'agent immobilier de Michael.

- Leslie David Baker (Stanley Hudson)
- Brian Baumgartner (Kevin Malone)
- Kate Flannery (Meredith Palmer)
- Mindy Kaling (Kelly Kapoor)
- Angela Kinsey (Angela Martin)
- Paul Lieberstein (Toby Flenderson)
- Oscar Nuñez (Oscar Martinez)
- Phyllis Smith (Phyllis Lapin)

Michael emmène Dwight afin de signer le contrat de vente de la maison de ses rêves. Durant leur absence, le personnel remplit ses rapports de dépenses. Jim  et Pam essaye de divertir Jim, qui « meurt » d'ennui, en l'appelant au bureau d'accueil et en lançant des objets dans la tasse à café de Dwight. Jim découvre que ses collègues ont leurs propres jeux de bureau, comme le « Dunderball » de Toby et le jeu de football en papier de Kevin et Oscar, appelé « Hateball » (nommé ainsi en raison du désamour d'Angela pour le jeu). Jim et Pam organisent les premiers Jeux olympiques de Dunder Mifflin, se disputant des médailles artisanales fabriquées à partir de couvercles de yaourt et d'agrafes. Certains des jeux incluent le « Flonkerton », où les gens courent avec des cartons de papier attachés à leurs pieds, et celui qui peut fourrer le plus de M&M's dans sa bouche.
Lors de la signature du contrat de vente, Michael discute de l'affaire avec son agent immobilier, Carol Stills. Dwight trouve divers problèmes avec le contrat qui font douter Michael, mais il finit par céder lorsqu'il apprend que se désister lui coûtera une somme substantielle. Lorsque Michael et Dwight reviennent au bureau, la course de tasses à café se dissout rapidement, et le bureau reprend son cours normal. Michael s'isole dans son bureau, toujours contrarié par la signature du contrat.

### Épisode 4:L'Incendie
- États-Unis : 11 octobre 2005[40]
- France : 1er juillet 2007[41]

- David Denman (Roy Anderson)
- Amy Adams (Katy Moore)

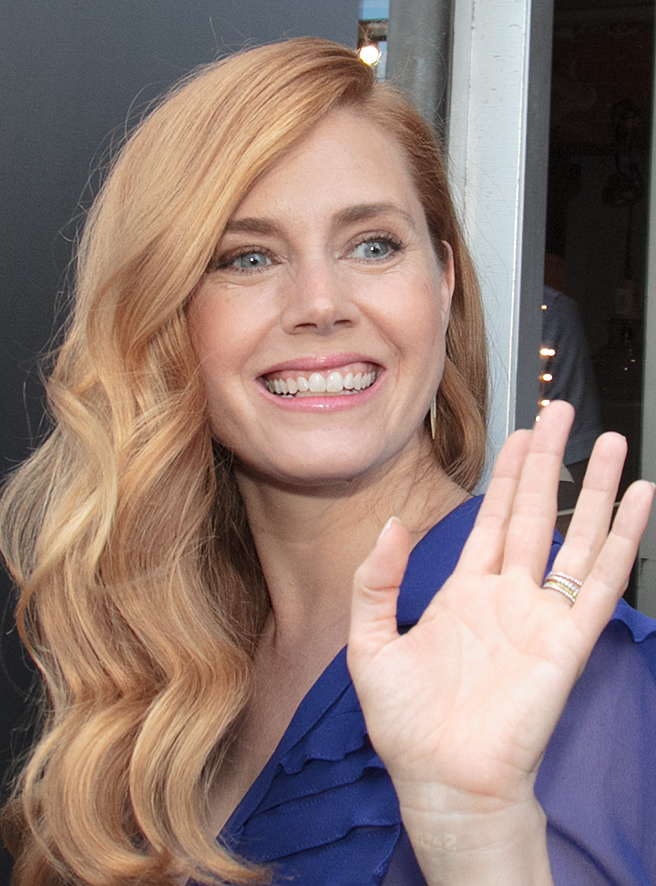
L'épisode marque la deuxième apparition de Katy dans la série, interprétée par Amy Adams.

- Leslie David Baker (Stanley Hudson)
- Brian Baumgartner (Kevin Malone)
- Kate Flannery (Meredith Palmer)
- Mindy Kaling (Kelly Kapoor)
- Angela Kinsey (Angela Martin)
- Paul Lieberstein (Toby Flenderson)
- Oscar Nuñez (Oscar Martinez)
- Phyllis Smith (Phyllis Lapin)

Pam découvre que Jim et Katy ont commencé à sortir ensemble. Michael fait une évaluation très positive de Ryan. Lorsque Ryan exprime son intérêt à créer sa propre entreprise un jour, Michael lui promet de lui enseigner les « dix règles du business ». L'alarme incendie retentit, et tandis que Dwight et Angela tentent tous deux de prendre en charge l'évacuation, Michael bouscule les autres pour s'échapper du bâtiment.
Les employés jouent à des jeux pour passer le temps, dont « qu'est-ce que tu prendrais sur une île déserte ? » et « qui tu préfères ? ». Lorsque Ryan révèle qu'il suit des cours de business la nuit, Michael admire son nouveau protégé qui l'impressionne avec ses connaissances sur la gestion d'entreprise. Dwight devient visiblement jaloux de la préférence de Michael pour Ryan et s'isole dans sa voiture en écoutant Everybody Hurts de R.E.M.. Lorsque Michael mentionne qu'il a laissé son téléphone portable au bureau, Dwight se précipite pour le récupérer.

### Épisode 5:Halloween
- États-Unis : 18 octobre 2005[40]
- France : 8 juillet 2007[41]

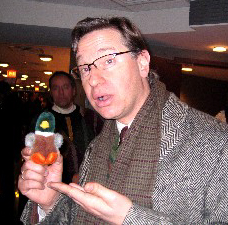
L'épisode a été réalisé par Paul Feig.

- Leslie David Baker (Stanley Hudson)
- Brian Baumgartner (Kevin Malone)
- Kate Flannery (Meredith Palmer)
- Mindy Kaling (Kelly Kapoor)
- Angela Kinsey (Angela Martin)
- Paul Lieberstein (Toby Flenderson)
- Oscar Nuñez (Oscar Martinez)
- Phyllis Smith (Phyllis Lapin)

Bien qu'il ait été informé dès le début d'octobre qu'il devait licencier quelqu'un d'ici la fin du mois, Michael attend jusqu'au dernier jour du mois, Halloween, et n'a toujours pas licencié personne. Pendant ce temps, Jim et Pam publient le CV de Dwight sur Internet, et lorsqu'un employeur potentiel (Cumberland Mills dans le Maryland) appelle, Jim recommande chaudement Dwight en se faisant passer pour Michael. Lorsque l'entreprise appelle Dwight pour organiser un entretien, ce dernier ruine immédiatement ses chances en se disputant avec son interlocuteur au sujet de la pertinence de la mention d'arts martiaux dans son CV. Plus tard dans la journée, Pam suggère à Jim de postuler pour le poste chez Cumberland Mills. Jim est discrètement blessé par l'idée que Pam ne le regretterait pas s'il partait. Dwight essaye d'utiliser une offre inventé pour obtenir plus de responsabilités mais est blessé par Michael qui lui reproche de ne pas avoir accepté le sauvant ainsi de devoir licencier quelqu'un.
Après plusieurs tentatives infructueuses de licenciement d'autres employés, Michael convoque Creed dans son bureau pour le licencier. Creed, à son tour, convainc Michael de laisser partir Devon. Après que Michael a licencié Devon, ce dernier repousse avec colère ses tentatives de sauver leur amitié et invite tout le bureau (sauf Michael, Creed, Dwight et Angela) à le rejoindre dans un bar local. Alors que Jim s'en va, Pam s'excuse de l'avoir poussé à accepter le poste chez Cumberland et lui assure qu'elle se “tirerait une balle dans la tête” s'il partait. Jim avoue à la caméra que Pam est la seule chose qui le retient ici. Lorsque le groupe quitte le bureau, Devon écrase une citrouille sur la voiture de Michael en guise de vengeance.

### Épisode 6:Le Combat
- États-Unis : 1er novembre 2005[40]
- France : 8 juillet 2007[41]

- Lance Krall (Ira Glicksberg)

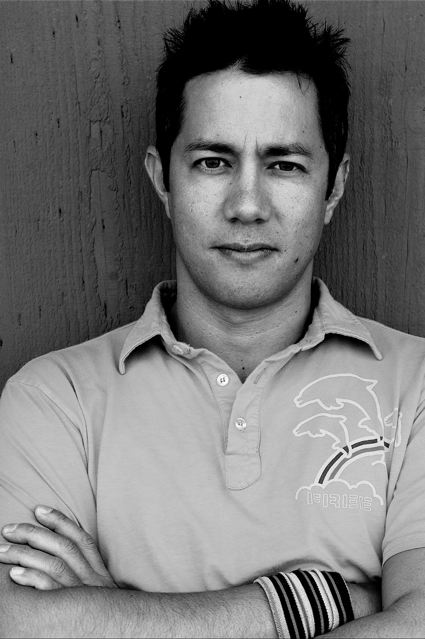
L'acteur et comédien Lance Krall fait une apparition dans l'épisode.

- Leslie David Baker (Stanley Hudson)
- Brian Baumgartner (Kevin Malone)
- Kate Flannery (Meredith Palmer)
- Mindy Kaling (Kelly Kapoor)
- Angela Kinsey (Angela Martin)
- Paul Lieberstein (Toby Flenderson)
- Oscar Nuñez (Oscar Martinez)
- Phyllis Smith (Phyllis Lapin)

Michael a une seule tâche : signer des documents de routine. Malheureusement, c'est un mois où trois ensembles distincts de papiers sont dus en même temps, alors Michael ignore obstinément sa charge de travail. Pour procrastiner, Michael demande à Ryan de mettre à jour les informations de contact d'urgence du personnel. Lorsque Michael obtient le numéro de téléphone portable de Ryan, il l'appelle constamment en imitant grossièrement Michael Jackson, Mike Tyson et Saddam Hussein.
La discussion sur l'expérience de karaté de Dwight stimule l'esprit de compétition de Michael, ce qui conduit à un match à l'heure du déjeuner entre les deux au dojo de Dwight. Jim va trop loin en jouant avec Pam, et elle l'interrompt brusquement lorsque leurs collègues s'en aperçoivent.
Après une performance pathétique des deux combattants, Michael sort victorieux de son duel avec Dwight, ce qui amène Dwight à changer son contact d'urgence de « Michael Scott » à « L'Hôpital ». À la fin de la journée, Michael promeut Dwight de son modeste poste d'« assistant du directeur régional » à son poste de rêve : « assistant directeur régional » (bien que la « promotion » ne soit qu'un simple changement de titre).
Le personnel du bureau en a assez de l'incapacité de Michael à accomplir même la tâche la plus simple, et Pam parvient à faire parvenir les documents au service d'expédition après que Toby, Angela et Stanley ont contrefait la signature de Michael sur les documents.

### Épisode 7:Le client
- États-Unis : 8 novembre 2005[40]
- France : 15 juillet 2007[41]

- Tim Meadows (Christian)
- Melora Hardin (Jan Levinson)
- David Denman (Roy Anderson)

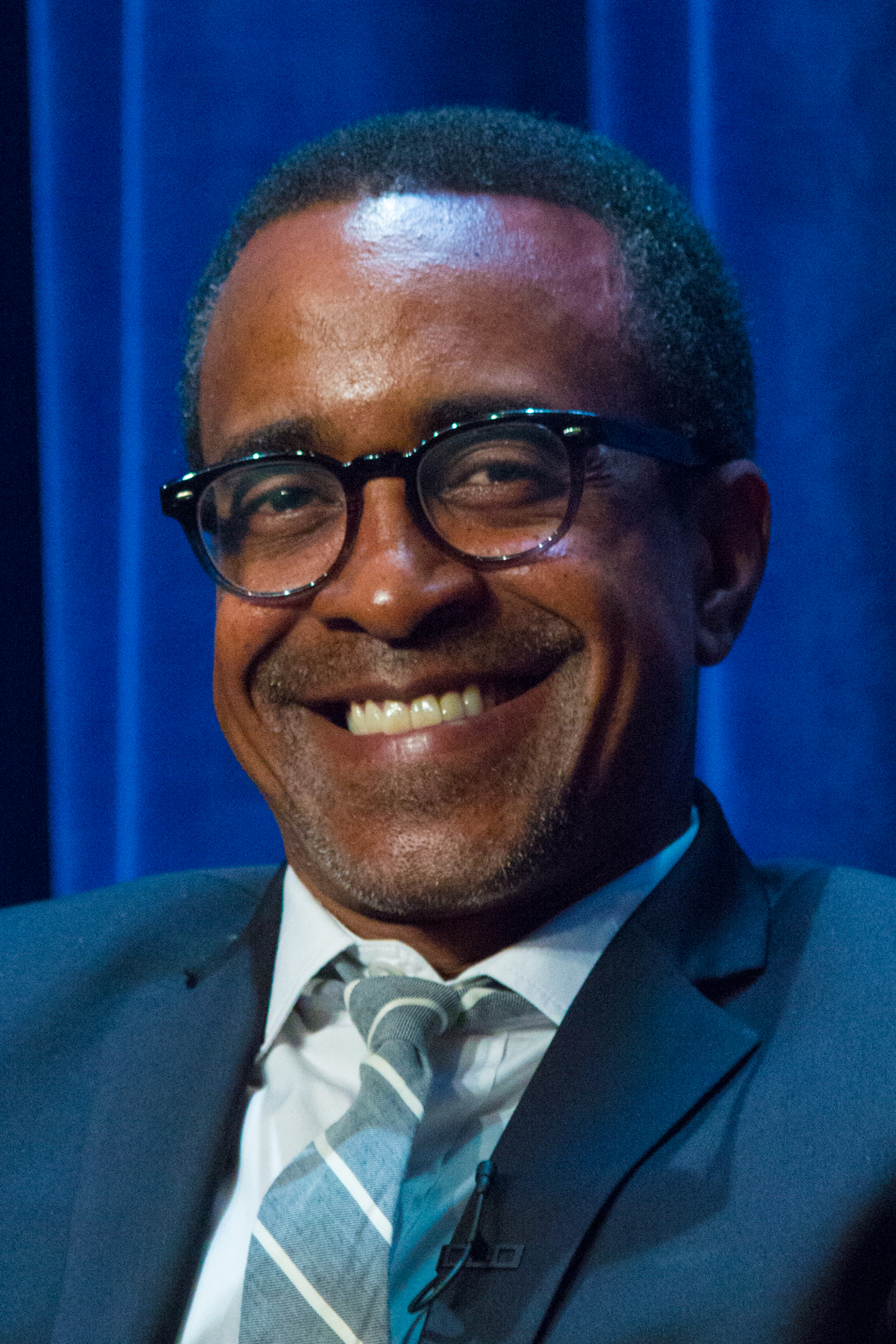
L'acteur et humoriste Tim Meadows a joué le rôle du client dans cet épisode.

- Leslie David Baker (Stanley Hudson)
- Brian Baumgartner (Kevin Malone)
- Kate Flannery (Meredith Palmer)
- Mindy Kaling (Kelly Kapoor)
- Angela Kinsey (Angela Martin)
- Paul Lieberstein (Toby Flenderson)
- Oscar Nuñez (Oscar Martinez)
- Phyllis Smith (Phyllis Lapin)

Michael et Jan Levinson rencontrent Christian, un employé du gouvernement du comté chargé du contrat de papeterie du gouvernement. Le prendre comme client pourrait signifier que la succursale n'aura pas à réduire ses effectifs, une menace qui plane depuis un an. Jan n'est pas contente que Michael ait changé le lieu de la réunion d'une salle de réunion d'hôtel à Chili's sans permission et persiste dans les blagues et les discussions personnelles au lieu de se concentrer sur les affaires. Cependant, elle découvre à la fin de la journée qu'il y a une méthode à sa folie, car le rapprochement entre Michael et Christian lui permet de conclure l'affaire. Ensuite, sur le parking, Michael et Jan, récemment divorcée, s'embrassent et partent ensemble.
Pendant la réunion, Michael appelle Pam pour lire l'un des livres de blagues de son bureau, où elle découvre un scénario écrit par Michael intitulé « Threat Level: Midnight », dans lequel il joue le rôle de l'agent Michael Scarn. Le personnel fait une lecture du script, dans lequel la séquence de caractères « Dwigt » apparaît. Ils réalisent que Michael a basé son acolyte incompétent sur Dwight, mais a ensuite changé le nom avec une recherche et un remplacement, ce qui n'a pas affecté la seule faute d'orthographe du nom de Dwight. Dwight est contrarié et met fin à l'exercice pour inviter tout le monde à faire des feux d'artifice dehors, mais seul Kevin le suit.
Lorsque le personnel discute de leurs pires premiers rendez-vous, Pam les stupéfie avec une histoire de comment son rendez-vous l'a oubliée et l'a laissée derrière lors d'un match de hockey de ligue mineure. Leur étonnement augmente lorsqu'ils réalisent que le rendez-vous était son fiancé actuel, Roy. Plus tard, Jim et Pam annulent leurs plans de soirée respectifs pour profiter d'un dîner improvisé sur le toit et regarder Dwight et Kevin s'amuser avec les feux d'artifice. Le lendemain, Jim fait remarquer à Pam à moitié en plaisantant que c'était leur premier rendez-vous. Lorsque Pam répond brusquement que ce n'était pas un rendez-vous, Jim est surpris et fait un commentaire désobligeant sur le rendez-vous au match de hockey. Blessée, Pam met fin à la conversation.

### Épisode 8:Les évaluations
- États-Unis : 15 novembre 2005[40]
- France : 15 juillet 2007[41]

- Melora Hardin (Jan Levinson)

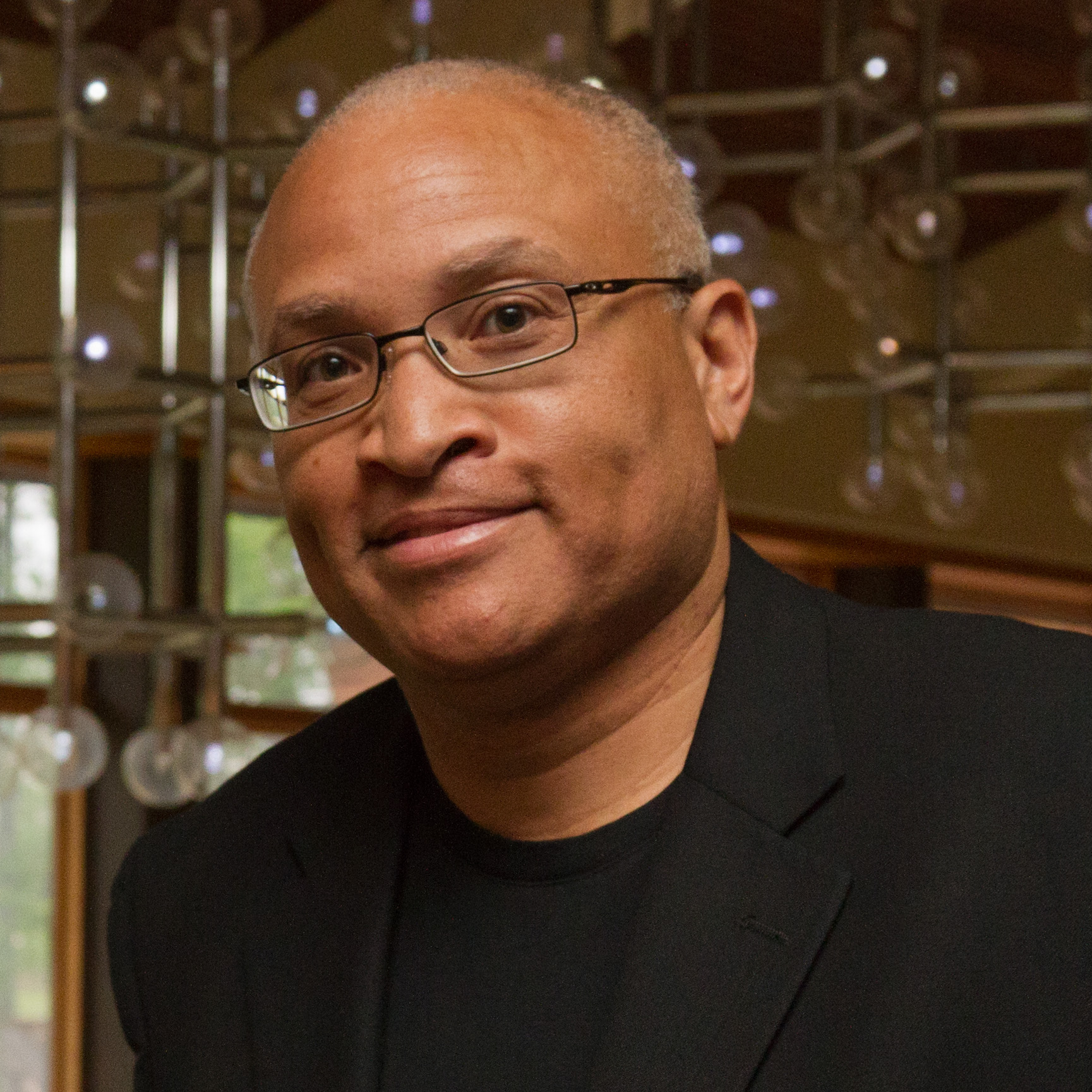
L'épisode a été écrit par Larry Wilmore.

- Leslie David Baker (Stanley Hudson)
- Brian Baumgartner (Kevin Malone)
- Kate Flannery (Meredith Palmer)
- Mindy Kaling (Kelly Kapoor)
- Angela Kinsey (Angela Martin)
- Paul Lieberstein (Toby Flenderson)
- Oscar Nuñez (Oscar Martinez)
- Phyllis Smith (Phyllis Lapin)

Michael mène des évaluations annuelles de performance avec une touche inhabituelle. Au lieu d'évaluer les performances professionnelles des employés, il sollicite leur avis sur un message téléphonique de sa propre patronne, Jan. Le message de Jan lui demande fermement de ne pas mentionner leur récente rencontre romantique lors de l'évaluation de sa performance. Craignant pour leur position au travail, les employés cèdent aux désirs de Michael en lui suggérant que le message de Jan indique qu'elle a des sentiments pour lui.
Lors de l'évaluation de Michael, Jan insiste sur le professionnalisme et lui demande des idées pour améliorer l'entreprise. Cependant, Michael fouille la boîte à suggestions des employés, où la plupart des suggestions concernent son hygiène personnelle et incluent une directive : « Arrêtez de coucher avec votre patron ». Jan insiste pour qu'il lise ces suggestions devant elle. Alors que Jan quitte le bureau en colère, Michael continue d'exiger de savoir pourquoi elle ne veut pas avoir de relation avec lui. Finalement, Jan craque et exprime ses sentiments à la fois positifs et négatifs à propos de Michael, affirmant qu'elle n'est pas prête pour une autre relation. Michael est satisfait du rejet, car elle a sous-entendu qu'il en valait la peine.

### Épisode 9:Surveillance électronique
- États-Unis : 22 novembre 2005[40]
- France : 22 juillet 2007[41]

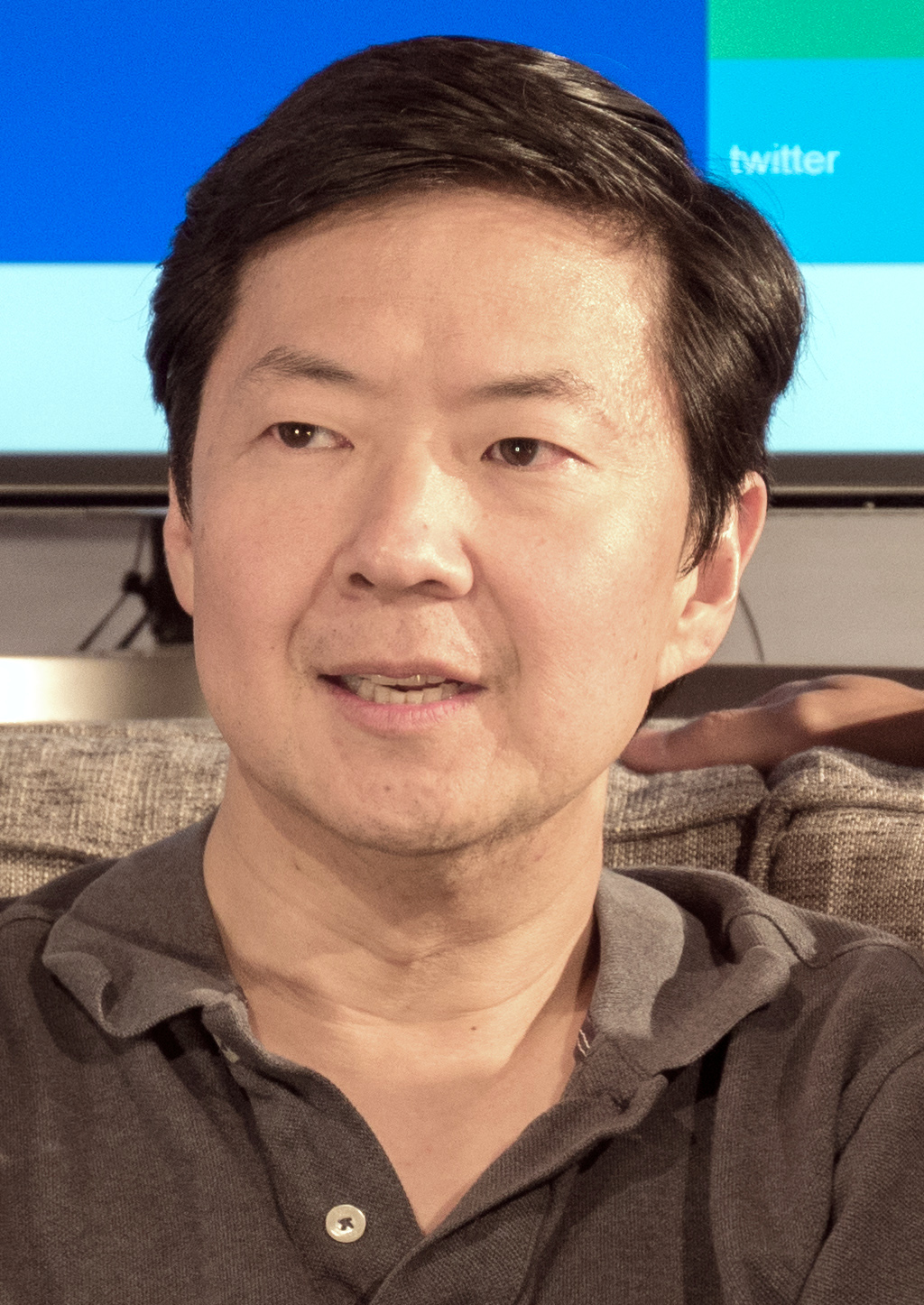
Ken Jeong apparaît dans l'épisode.

- Leslie David Baker (Stanley Hudson)
- Brian Baumgartner (Kevin Malone)
- Kate Flannery (Meredith Palmer)
- Mindy Kaling (Kelly Kapoor)
- Angela Kinsey (Angela Martin)
- Paul Lieberstein (Toby Flenderson)
- Oscar Nuñez (Oscar Martinez)
- Phyllis Smith (Phyllis Lapin)
- Ken Jeong (Bill)
- Michael Naughton (Chris)

L'employé du support technique de Dunder Mifflin, Sadiq, arrive à la succursale de Scranton. Michael panique, supposant que Sadiq est un terroriste en raison de ses origines moyen-orientales. Sadiq met en place un système permettant à Michael de surveiller les e-mails de ses employés. Lorsque tout le monde au bureau découvre cela, Jim s'inquiète que Michael découvre la fête qu'il organise ce soir, mais Jim fait comme si de rien n'était. Pour empêcher Dwight de révéler la fête, Jim lui dit qu'il s'agit d'une fête surprise pour Michael.
Pam remarque des choses qui lui font soupçonner que Dwight et Angela sortent ensemble. Cependant, elle abandonne ses soupçons lorsqu'elle demande à Phyllis si elle a remarqué des romances au bureau, et que Phyllis suppose que Pam parle d'elle et de Jim. Jim et Pam se rapprochent lorsqu'elle voit la chambre de Jim pour la première fois et parcourt son annuaire de lycée.

### Épisode 10:La fête de Noël
- États-Unis : 6 décembre 2005[40]
- France : 22 juillet 2007[41]

- David Koechner (Todd Packer)
- David Denman (Roy Anderson)

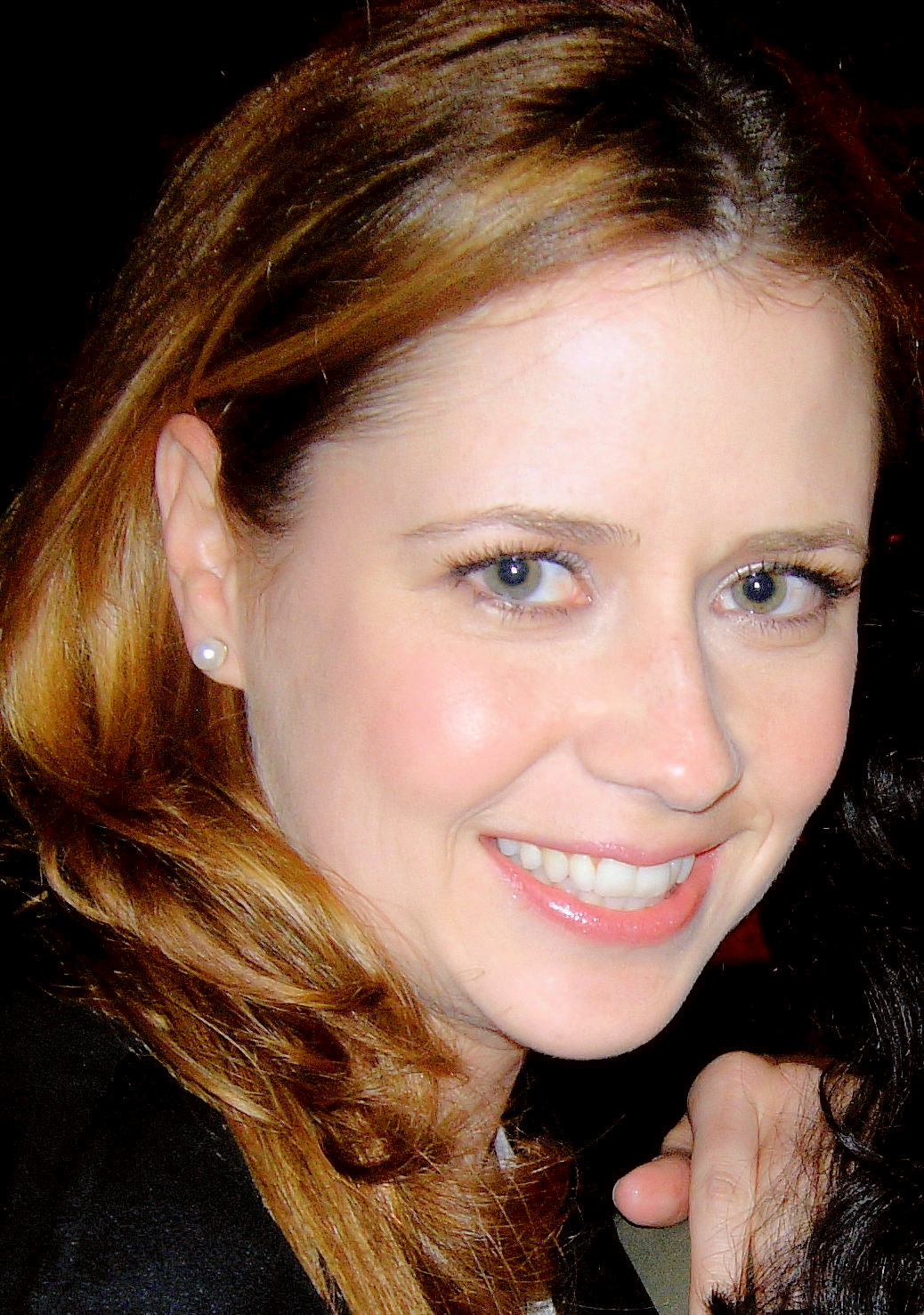
Jenna Fischer a été autorisée à choisir la théière utilisée dans l'épisode.

- Leslie David Baker (Stanley Hudson)
- Brian Baumgartner (Kevin Malone)
- Kate Flannery (Meredith Palmer)
- Mindy Kaling (Kelly Kapoor)
- Angela Kinsey (Angela Martin)
- Paul Lieberstein (Toby Flenderson)
- Oscar Nuñez (Oscar Martinez)
- Phyllis Smith (Phyllis Lapin)
- Craig Robinson (Darryl Philbin)
- Bobby Ray Shafer (Bob Vance)

Les employés du bureau organisent un échange de cadeaux secrets (Secret Santa) lors de leur fête de Noël. Jim reçoit le nom de Pam et met beaucoup d'efforts dans son cadeau : une théière remplie de souvenirs et une lettre personnelle de lui à elle. Pendant ce temps, Michael achète un iPod vidéo de 400 dollars pour Ryan, dépassant largement la limite de 20. Il est déçu par le gant de cuisine fait main qu'il reçoit de Phyllis et insiste pour transformer l'échange en un échange de cadeaux d'éléphant blanc (« Yankee Swap »). Cela tourne mal, car de nombreux cadeaux, comme une plaque nominative décorative avec le nom de Kelly, sont spécifiques aux destinataires. Le personnel se bat pour l'iPod, et Pam choisit de l'échanger plutôt que de garder le cadeau de Jim.
Le cadeau de Jim pour Pam finit entre les mains de Dwight. Jim essaie de convaincre Dwight de faire un échange ultérieur avec lui, mais Dwight refuse, affirmant qu'il prévoit d'utiliser la théière pour se nettoyer le nez. Pam décide d'échanger l'iPod contre le cadeau de Jim après que son fiancé Roy lui a dit qu'il prévoyait de lui offrir un iPod et n'avait pas d'autres idées de cadeaux décents. Pour ménager les sentiments de Jim, elle lui dit qu'elle a échangé par appréciation pour les efforts qu'il a déployés. Pendant qu'elle examine les différents aspects de son cadeau, Jim glisse la lettre pour elle dans sa poche.

### Épisode 11:La croisière bibine
- États-Unis : 5 janvier 2006[40]
- France : 29 juillet 2007[41]

- David Denman (Roy Anderson)
- Amy Adams (Katy Moore)

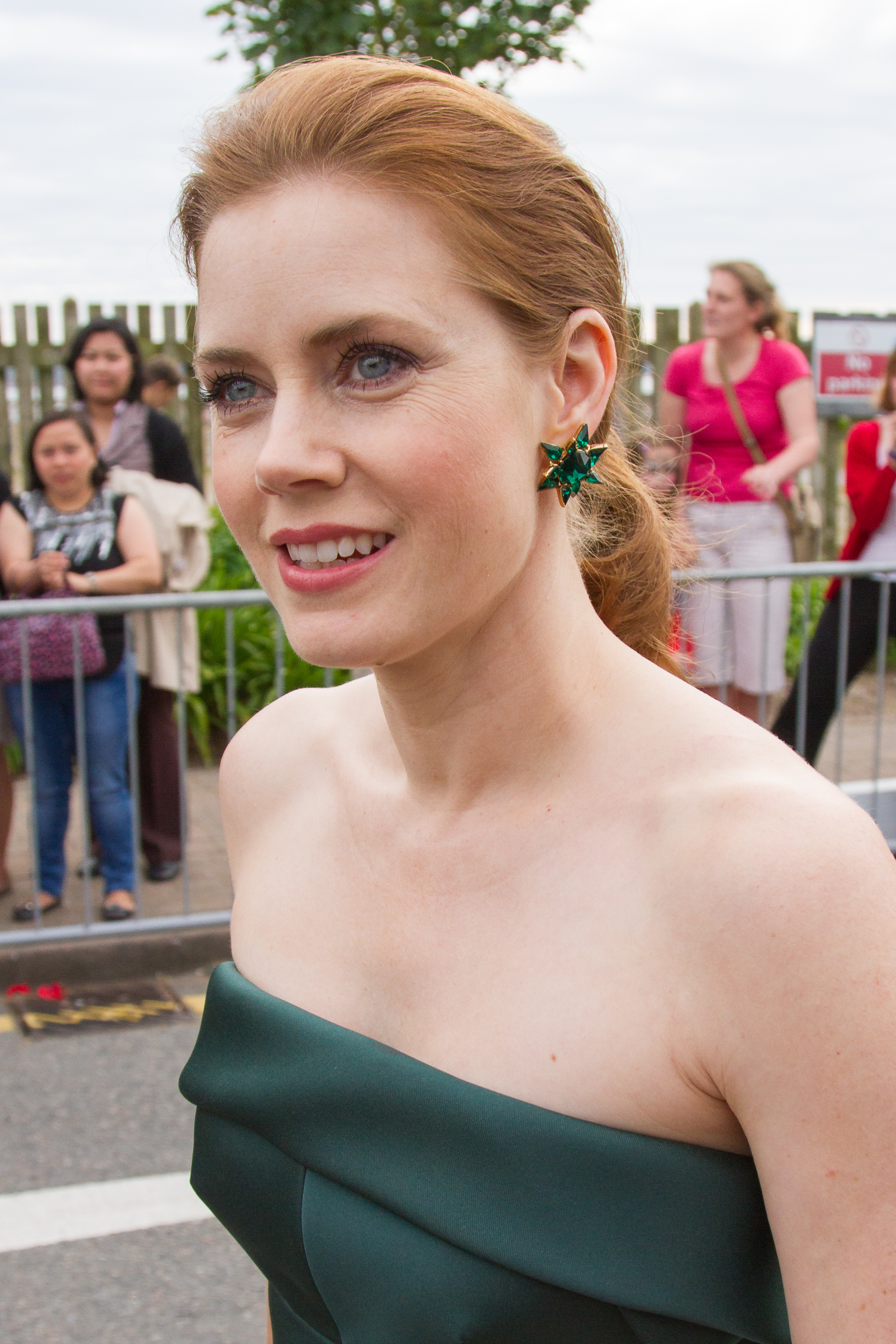
L'épisode marque la dernière apparition de Katy dans la série, interprétée par Amy Adams.

- Leslie David Baker (Stanley Hudson)
- Brian Baumgartner (Kevin Malone)
- Kate Flannery (Meredith Palmer)
- Mindy Kaling (Kelly Kapoor)
- Angela Kinsey (Angela Martin)
- Oscar Nuñez (Oscar Martinez)
- Phyllis Smith (Phyllis Lapin)
- Rob Riggle (Jack, le capitaine)
- Craig Robinson (Darryl Philbin)
- Brenda Withers (Brenda Matlowe)

Les employés de Dunder Mifflin partent en croisière sur le bateau Princess du lac Wallenpaupack, en janvier. Michael prévoit d'utiliser la croisière à la fois comme une fête et comme un exercice de formation au leadership. Cependant, le capitaine, Jack l'empêche constamment de donner une conférence professionnelle et lui rappelle que c'est lui qui dirige le bateau.
Le capitaine confie à Dwight la responsabilité d'une barre à roue factice, que Dwight prend pour une vraie barre de bateau. Jim, qui a emmené sa petite amie Katy en croisière, et Pam partagent un moment gênant seuls sur le pont, loin de leurs partenaires respectifs. Michael essaie continuellement de prendre les commandes de l'événement en se tenant à côté du capitaine et en l'interrompant à chaque fois qu'il parle. Lorsque Michael déclare faussement que le navire coule dans le cadre d'un exercice d'entraînement, ses employés, qui connaissent ses facéties, restent en place mais les autres passagers paniquent, l'un d'eux attrapant un gilet de sauvetage et sautant du bateau. Le capitaine retient temporairement Michael en l'attachant avec des attaches en plastique à la rambarde du pont extérieur.

### Épisode 12:La blessure
Pour les articles homonymes, voir La Blessure.
- États-Unis : 12 janvier 2006[40]
- France : 29 juillet 2007[41]

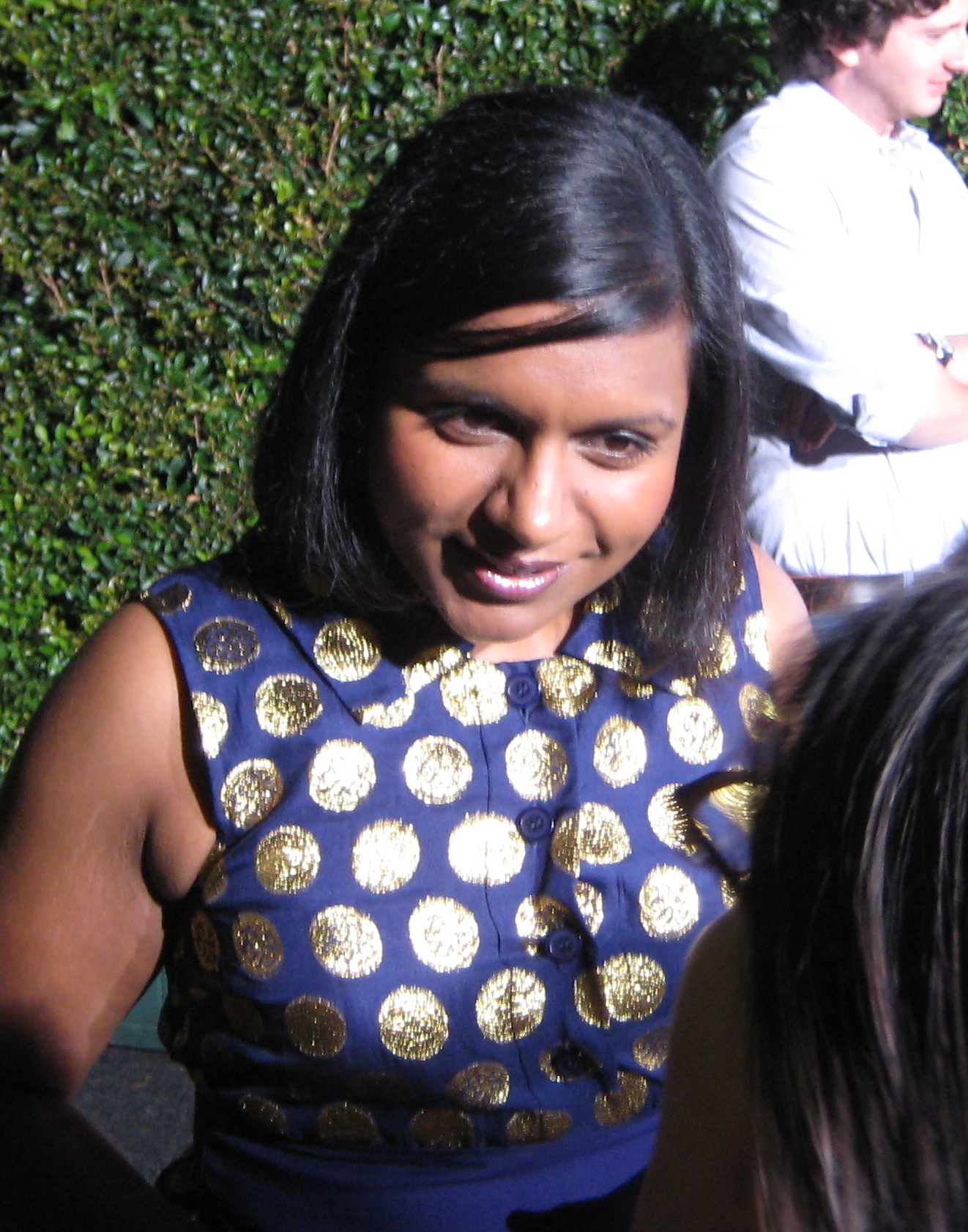
L'épisode a été écrit par Mindy Kaling, qui a déclaré qu'il s'agissait de son épisode préféré de la série.

- Leslie David Baker (Stanley Hudson)
- Brian Baumgartner (Kevin Malone)
- Kate Flannery (Meredith Palmer)
- Angela Kinsey (Angela Martin)
- Oscar Nuñez (Oscar Martinez)
- Phyllis Smith (Phyllis Lapin)
- Marcus A. York (Billy Merchant)

Michael se brûle accidentellement le pied en faisant griller du bacon sur son grill George Foreman, qu'il garde à côté de son lit. Après avoir lancé un appel de détresse au bureau, Dwight part à sa rescousse, mais il percute sa voiture contre un poteau de clôture. Dwight devient alors plus détendu et amical envers ses collègues. Lui et Pam se lient d'amitié par la suite.
Michael est contrarié par le manque de compassion du personnel envers son soi-disant handicap. Sous de faux prétextes, il fait venir Billy Merchant, le gestionnaire immobilier de l'immeuble qui se déplace en fauteuil roulant, pour discuter de ce que c'est que d'être handicapé. Billy part après que Michael a fait plusieurs remarques offensantes, mais pas avant d'avoir signalé à Jim que Dwight a subi une commotion cérébrale lors de son accident de voiture.
Jim et Michael emmènent Dwight à l'hôpital. Avant de partir, Pam dit au revoir au Dwight commotionné, consciente qu'elle ne reverra probablement jamais la version bienveillante de Dwight. Ils prennent la mini-fourgonnette de Meredith, et pendant que Jim conduit, il utilise un vaporisateur pour asperger Dwight afin de l'empêcher de boire de l'alcool dans une bouteille qu'il a trouvée sous le siège. Jim utilise ensuite le vaporisateur sur Michael pour l'empêcher de lutter contre Dwight pour la bouteille d'alcool.

### Épisode 13:Le secret
- États-Unis : 19 janvier 2006[40]
- France : 5 août 2007[41]

- Tom W. Chick (Gil)
- Creed Bratton (Creed Bratton)
- Mindy Kaling (Kelly Kapoor)

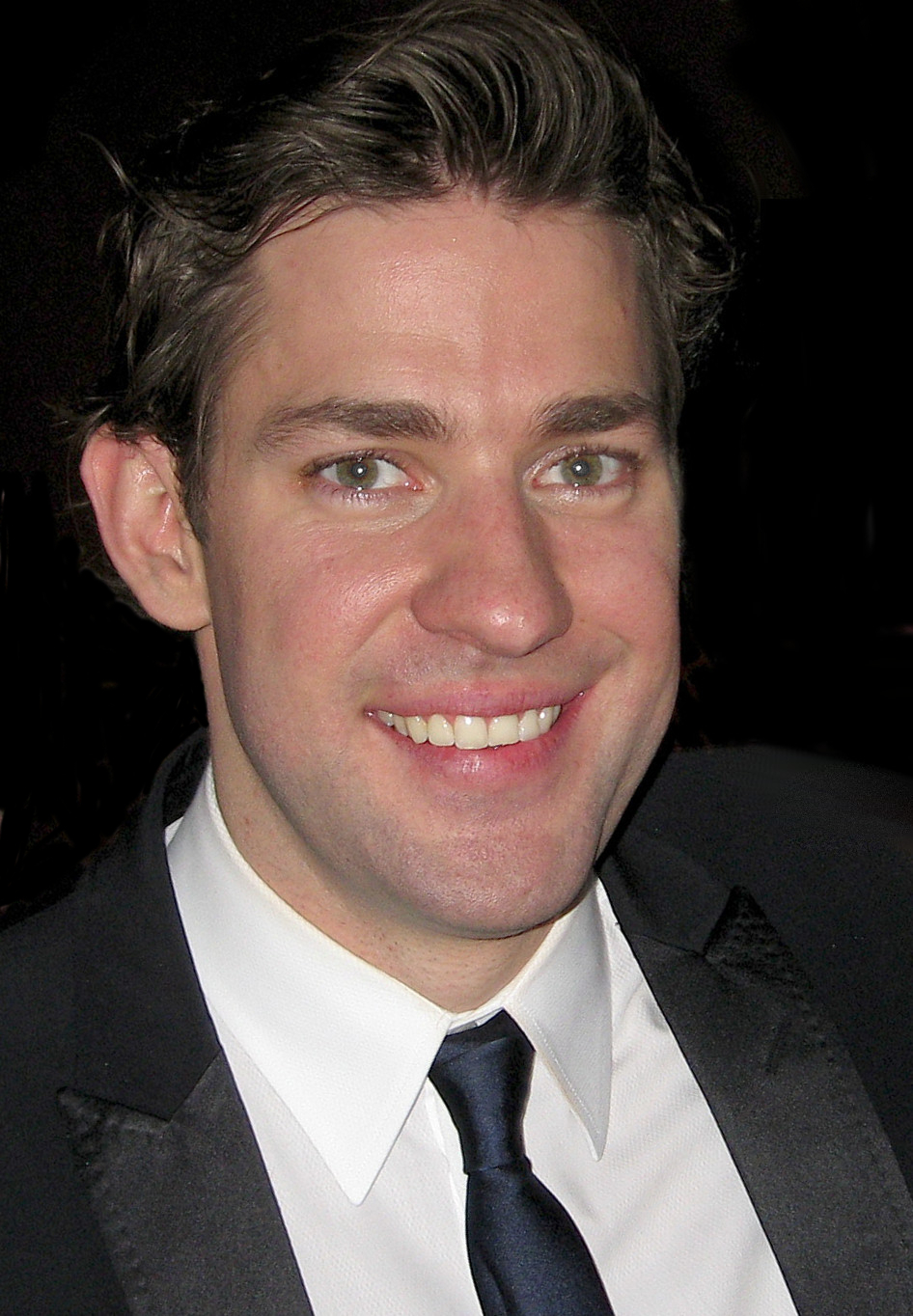
John Krasinski a déclaré que la réplique de Creed Laquelle est Pam ? était son moment préféré de toute la série.

- Paul Lieberstein (Toby Flenderson)

Jim réalise que Michael a malencontreusement supposé qu'il avait révélé ses sentiments pour Pam à tout le monde. Il dit à Michael qu'il voulait que cela reste un secret entre eux deux. Michael en conclut que lui et Jim sont amis, ce qui conduit à un déjeuner gênant chez Hooters payé avec une carte de crédit d'entreprise. Michael finit par révéler le secret de Jim à tout le monde, obligeant Jim à avouer lui-même son béguin pour Pam, bien qu'il lui dise qu'il l'a surmonté il y a trois ans. Cependant, Michael lui dit plus tard qu'il a appris le béguin lors de la récente « croisière alcoolisée », ce qui amène Pam à soupçonner que Jim est toujours épris d'elle.

### Épisode 14:La moquette
- États-Unis : 26 janvier 2006[40]
- France : 5 août 2007[41]

- Ken Howard (Ed Truck)

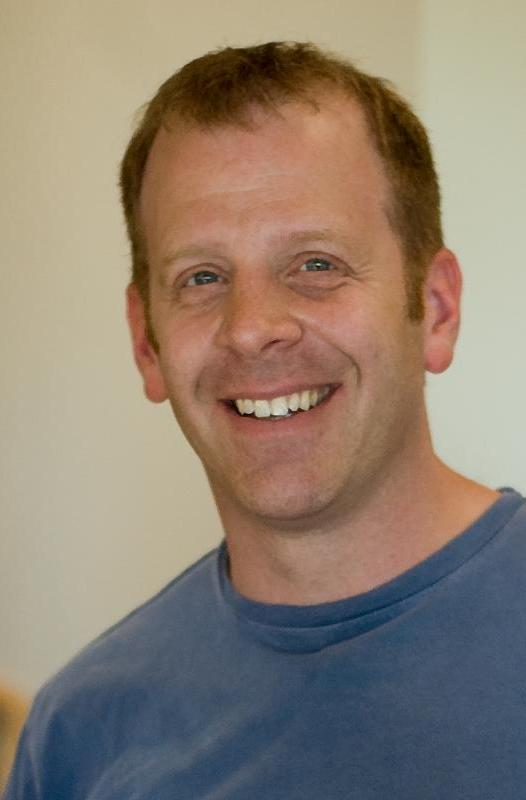
Paul Lieberstein, acteur et producteur délégué de la série, a écrit l'épisode.

- David Koechner (Todd Packer) (voix)
- Craig Robinson (Darryl Philbin)

Lorsqu'une personne laisse une substance dégoûtante sur le tapis dans le bureau de Michael, il passe la journée au bureau de Jim, reléguant celui-ci à la pièce arrière (appelée l'« Annexe ») où il subit les bavardages incessants de Kelly. Elle demande à Jim de la mettre en relation avec Ryan. Jim a toujours le béguin pour Pam, mais son futur mari, Roy, est au bureau en train de remplacer le tapis avec Darryl, et Jim ne peut pas lui parler.

### Épisode 15:Garçons contre filles
- États-Unis : 2 février 2006[40]
- France : 13 août 2007[41]

- Patrice O'Neal (Lonny Collins)
- Craig Robinson (Darryl Philbin)
- Karly Rothenberg (Madge)

Jan dirige un séminaire sur les femmes au travail pour les employées de Dunder Mifflin. Contrarié d'être exclu, Michael organise un séminaire concurrent sur les hommes au travail dans l'entrepôt. Roy assure à Jim qu'il n'est pas fâché au sujet de son béguin pour Pam car c'était il y a longtemps. Darryl et son équipe tout aussi irritée sont contraints de participer aux bêtises de Michael, qui culminent lorsque ce dernier essaie de conduire un chariot élévateur et renverse plusieurs étagères.

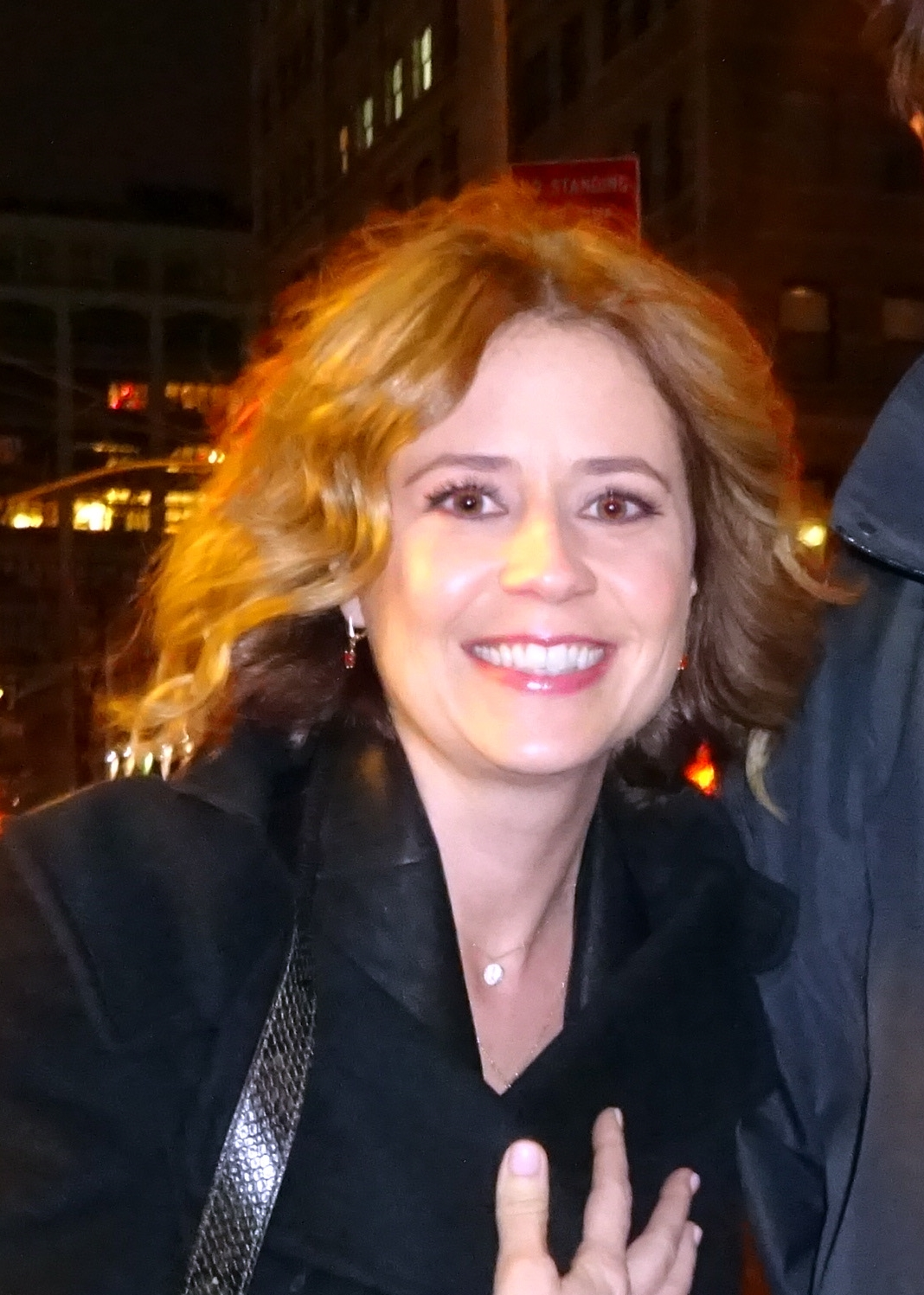
Jenna Fischer (photo) et Angela Kinsey ont eu l'idée de cet épisode alors qu'elles étaient sur le plateau.

L'imprudence de Michael crée un véritable chaos dans l'entrepôt tout en mettant en danger la sécurité des employés. Le plan de Michael d'organiser son propre séminaire se retourne contre lui lorsque la « session de doléances » inspire les travailleurs de l'entrepôt à former un syndicat. Un Michael hésitant en informe Jan, qui menace de riposter en fermant la succursale de Scranton.

### Épisode 16:La Saint-Valentin
- États-Unis : 9 février 2006[40]
- France : 13 août 2007[41]

- Charles Esten (Josh Porter)
- Craig Anton (Craig)
- Andy Buckley (David Wallace)
- Conan O'Brien (lui-même)

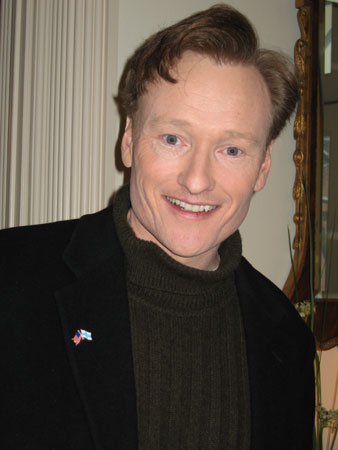
Conan O'Brien apparaît dans l'épisode.

Avant une réunion de la Saint-Valentin dans les bureaux de l'entreprise à New York avec Jan et le nouveau directeur financier David Wallace, Michael, qui défend Jan auprès des autres directeurs de succursale, laisse échapper que Jan et lui sont « sortis ensemble ». Lors de la réunion, Michael présente une vidéo sentimentale sur le personnel de sa succursale intitulée Les visages de Scranton (The Faces of Scranton), avant de fournir des données sur la situation financière de sa succursale, comme demandé. Craig, de la succursale d'Albany, n'est pas du tout préparé pour la réunion et tente de le couvrir en insinuant que Jan favorise Michael en raison de leur prétendue relation sexuelle. En entendant cette accusation, Wallace est convaincu que la carrière de Jan est terminée. Michael désamorce la situation en disant au directeur financier que c'était une mauvaise blague et que Jan est innocente de tout comportement non éthique. En partant, Jan l'embrasse dans l'ascenseur, mais grogne en réalisant qu'ils ont été filmés.

### Épisode 17:Le discours de Dwight
- États-Unis : 2 mars 2006[40]
- France : 19 août 2007[41]

- Creed Bratton (Creed Bratton)
- Mindy Kaling (Kelly Kapoor)

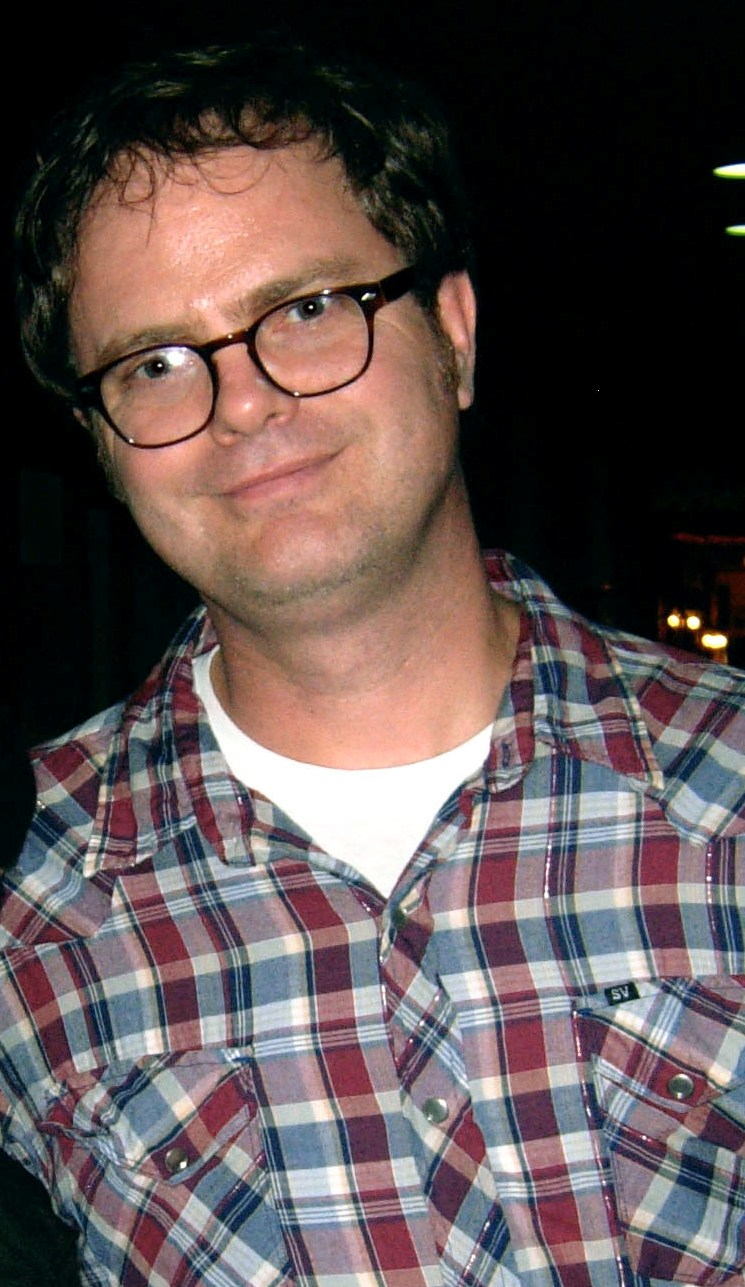
L'imitation de Mussolini par Rainn Wilson a été saluée par la critique.

- Paul Lieberstein (Toby Flenderson)

Dwight est nommé vendeur de l'année pour la région du Nord-Est de la Pennsylvanie et doit prononcer un discours lors d'une réunion d'association à l'hôtel Radisson Lackawanna Station. Il reçoit de l'aide de Michael. Avant de partir, Jim, en représailles contre l'attitude arrogante de Dwight, lui donne des conseils sur la manière de faire des discours en public. À l'insu de Dwight, les conseils de Jim sont tirés de discours de dictateurs tristement célèbres, tels que le leader fasciste italien Benito Mussolini. Lorsque Michael et Dwight arrivent à la convention, Dwight prend peur et Michael monte sur scène pour revivre ses jours de gloire où il a remporté le titre de Vendeur de l'Année deux années consécutives, mais il finit par s'embarrasser. Dwight finit par rassembler son courage pour prononcer son discours et, en utilisant les conseils de Jim, il séduit la foule avec un discours passionné mais peu orthodoxe. Michael quitte finalement la salle de la convention et divertit plus tard Dwight avec ses histoires au bar.

### Épisode 18:Journée éducative

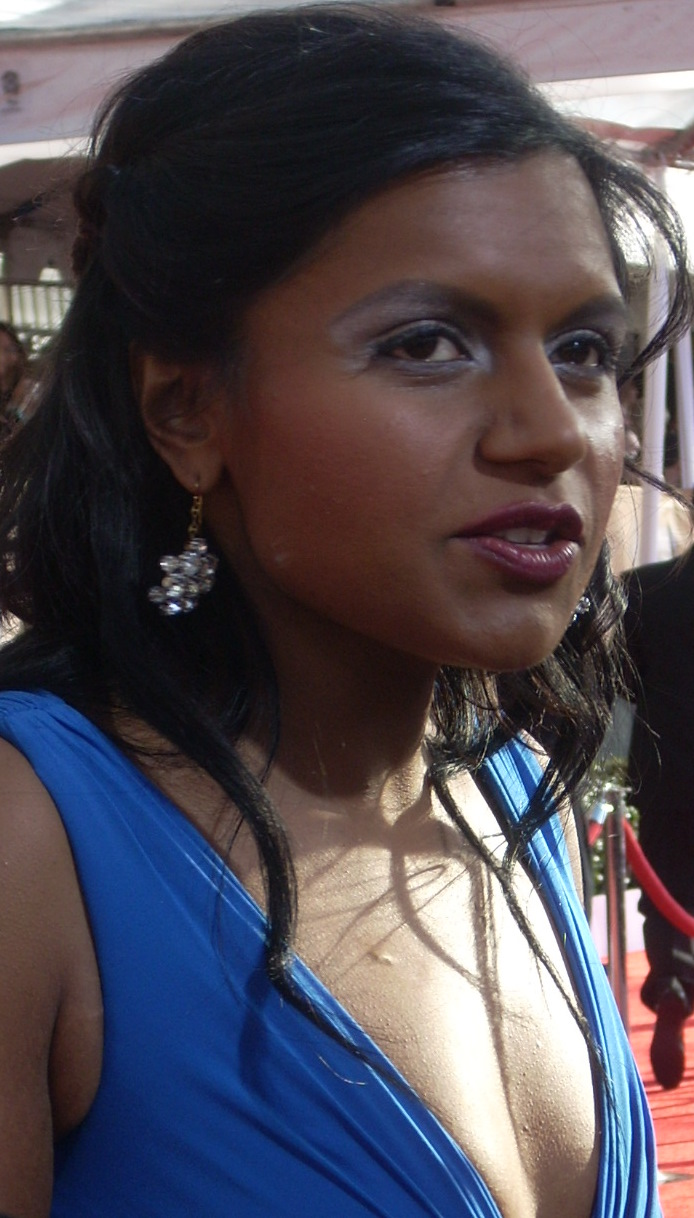
L'épisode a été écrit par Mindy Kaling.

- États-Unis : 16 mars 2006[40]
- France : 19 août 2007[41]

- Spencer Daniels (Jake Palmer)
- Jazz Raycole (Melissa Hudson)
- Craig Robinson (Darryl Philbin)

Michael est frustré que la journée « Emmenez votre fille au travail » l'oblige à modérer ses pitreries au bureau. Toby et Stanley amènent leurs filles, Sasha et Melissa respectivement. Kevin, lui, amène la fille de sa fiancée, Abby, et Meredith, son fils, Jake. Pam est déterminée à se lier d'amitié avec un enfant d'ici la fin de la journée. Elle essaie avec Abby, mais celle-ci préfère Jim. Jim engage Abby pour l'aider à conclure des ventes, tandis que Sasha entre dans le bureau de Michael et joue avec ses jouets. Après quelques plaisanteries, Sasha s'attache à lui.

### Épisode 19:L'anniversaire de Michael
- États-Unis : 30 mars 2006[40]
- France : 27 août 2007[41]

- Nancy Carell (Carol Stills)

Michael est excité de célébrer son anniversaire et essaie d'enthousiasmer les employés avec lui. Dwight est le seul à se joindre à lui ; le reste des employés est plus préoccupé par Kevin, qui attend les résultats de son dépistage du cancer de la peau. Pam et Jim sortent en douce pour acheter des cadeaux à Kevin afin de lui remonter le moral. Après avoir fait les fous au magasin, Jim et Pam retournent au bureau.

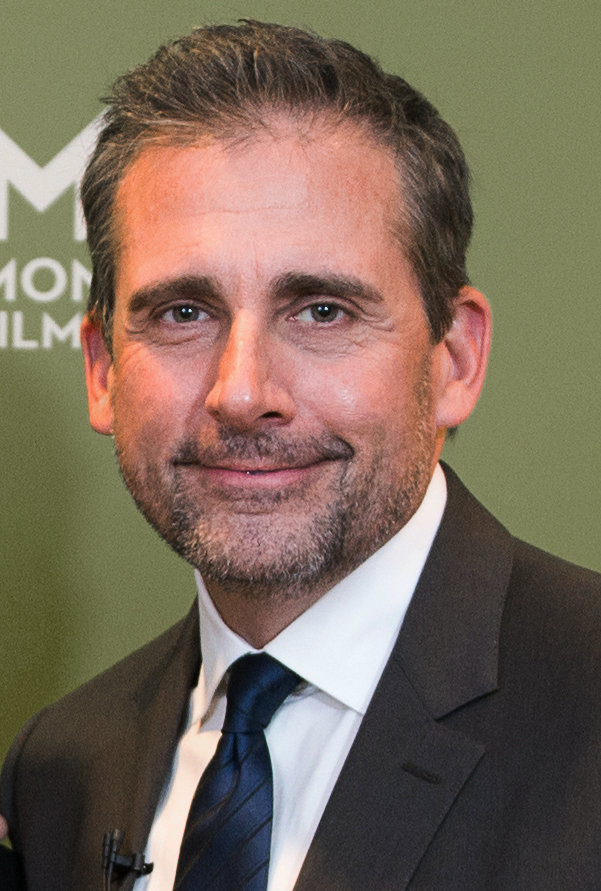
Selon Jenna Fischer, Steve Carell jouait au hockey et les scénaristes cherchaient une raison d'utiliser ses talents de patineur dans un épisode.

Lorsque Michael apprend la situation de Kevin, il lui présente ses condoléances, mais regrette surtout que sa journée d'anniversaire soit gâchée. Dwight et Angela sont moins discrets qu'ils ne le pensent lorsqu'ils discutent de leur relation secrète à portée d'oreille de Ryan.

### Épisode 20:Contrôle positif
- États-Unis : 2 février 2006[40]
- France : 27 août 2007[41]

- Creed Bratton (Creed Bratton)
- Hugh Dane (Hank Tate)
- Mindy Kaling (Kelly Kapoor)

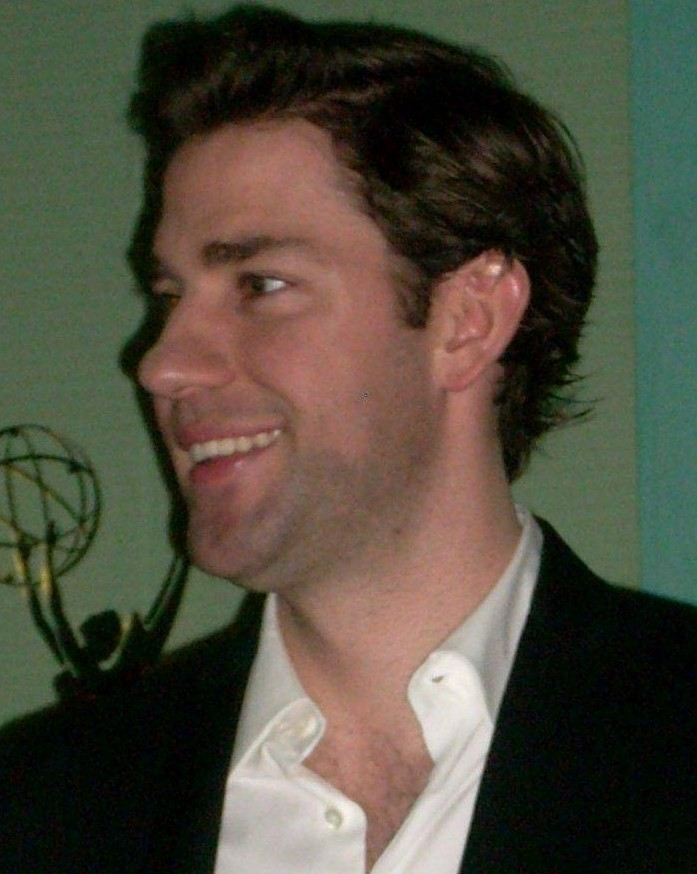
Plusieurs scènes de l'épisode sont basées sur les talents réels des acteurs, comme la capacité de John Krasinski à imiter quelqu'un.

- Paul Lieberstein (Toby Flenderson)

Dwight trouve la moitié d'un joint dans le parking de la succursale de Dunder Mifflin Paper Company à Scranton, en Pennsylvanie, et enquête sur sa provenance en tant que shérif adjoint bénévole. Lorsque Dwight met en place des tests d'urine, Michael s'inquiète de voir ressortir une « cigarette au clou de girofle » qu'il a fumée à un concert d'Alicia Keys. Il organise une réunion anti-drogue au bureau dans le but de détourner les soupçons de lui-même et de se soustraire au test de dépistage. Lorsque Dwight informe Michael qu'il n'est pas exempté, il le presse pour obtenir une tasse de son urine « propre », qu'il utilise pour réussir le test de dépistage. Considérant cela comme une violation de son serment de shérif adjoint, Dwight rend son insigne. Michael se sent coupable, alors il nomme Dwight « Conseiller en sécurité honoraire » de Dunder Mifflin Scranton.
Lorsque Jim et Pam disent la même chose simultanément, Pam crie « chips », ce qui signifie que Jim ne peut pas parler tant qu'il ne lui achète pas un Coca-Cola. Le distributeur est en rupture de stock, et Pam insiste sur le fait que, selon les règles, Jim doit rester silencieux. Jim respecte sa part du chips, même lorsque Pam le tourmente en encourageant Kelly à poursuivre une conversation à sens unique avec Jim. Lorsque Pam taquine Jim en lui disant « tu peux tout me dire », il lui lance un regard plein de désir, la mettant mal à l'aise. Pam achète un Coca-Cola à Jim, qu'il lui rachète pour qu'elle puisse lui reparler.

### Épisode 21:La résolution des conflits
- États-Unis : 4 mai 2006[40]
- France : 3 septembre 2007[41]

- Scott Adsit (le photographe)

Lorsque Michael entend Oscar se plaindre du poster de bébés d'Angela auprès de Toby, il intervient et résout le conflit en forçant Oscar à porter le poster comme un t-shirt. Se sentant inspiré, Michael s'empare du dossier répertoriant les autres plaintes non résolues au bureau, déterminé à les résoudre toutes. Michael lit publiquement toutes les plaintes en suspens, même si elles étaient censées être anonymes, ce qui ne fait qu'augmenter les tensions au bureau. Pam est furieuse à cause d'une plainte caviardée selon laquelle elle planifie son mariage pendant les heures de bureau. Elle en conclut que la plainte a été déposée par Angela, ce qui l'irrite particulièrement car elle couvre la relation secrète d'Angela avec Dwight.

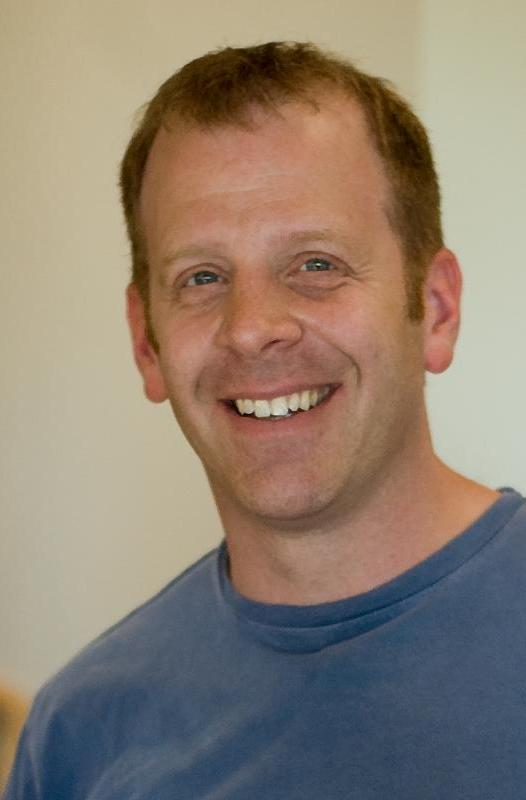
Dans l'épisode, on voit Toby Flenderson, incarné par Paul Lieberstein, prendre la boîte de plaintes et la placer dans un entrepôt contenant des centaines d'autres boîtes de papier identiques, ce qui est un hommage aux Aventuriers de l'arche perdue.

Lorsque les photos pour les badges d'identification sont prises dans la salle de repos, Jim crée la nouvelle carte d'identité de Dwight aux dimensions de 5x7 pouces, étiquette Dwight comme une menace pour la sécurité et change son deuxième prénom de Kurt à « Fart ». Dwight est encore plus furieux que ses nombreuses plaintes contre Jim soient restées sans réponse, et dit à Michael que soit Jim est licencié, soit Dwight démissionne. Lorsque Michael lit toutes les farces de Jim sur Dwight, Jim commence à regretter le temps qu'il a gaspillé au bureau. Dwight nargue Jim avec une offre d'emploi chez Dunder Mifflin à Stamford, lui suggérant de l'envisager. Michael observe le bureau en colère et divisé, et fait un signe de tête à Toby qui le regarde, reconnaissant que ses efforts ont été un désastre. Il désamorce la colère de Dwight en disant qu'il prendra sa décision mais a besoin de temps indéterminé pour le faire, ce qui apaise Dwight.

### Épisode 22:La Soirée Casino

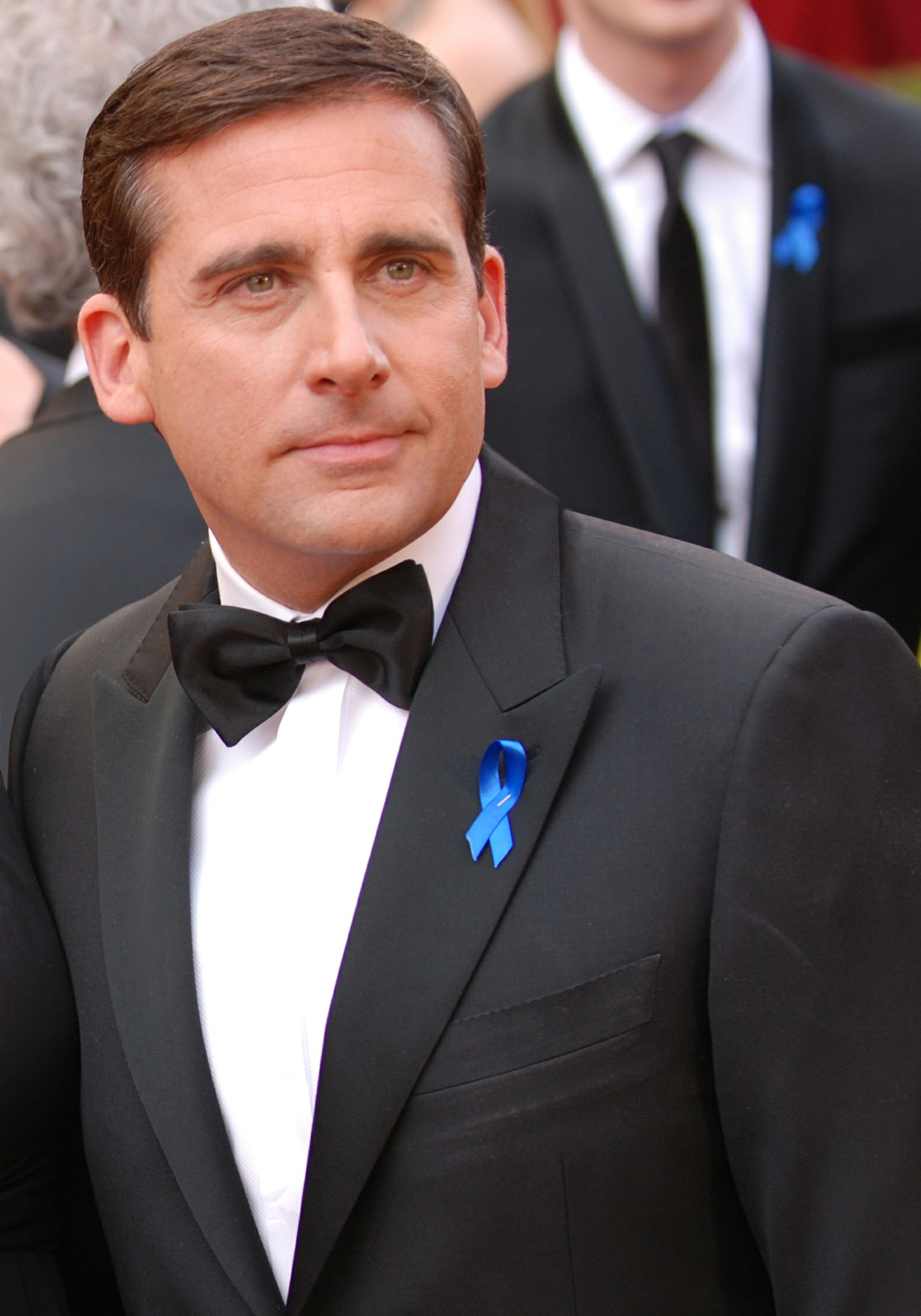
L'acteur Steve Carell a écrit l'épisode.

- États-Unis : 11 mai 2006[40]
- France : 3 septembre 2007[41]
- Belgique : 1er juillet 2009

- Nancy Carell (Carol Stills)
- Craig Robinson (Darryl Philbin)
- Marcus A. York (Billy Merchant)

Michael organise une soirée caritative dans un casino de l'entrepôt, et se retrouve malgré lui avec deux rendez-vous pour la soirée : sa patronne Jan et son agent immobilier Carol. Pendant ce temps, Jim et Pam visionnent des auditions pour le groupe de musique de leur mariage et découvrent que leur collègue Kevin a son propre groupe. Jim, bouleversé par le mariage imminent de Pam avec Roy, confie à l'équipe du documentaire qu'il a rencontré Jan pour discuter d'une mutation au bureau de Stamford, Connecticut de Dunder Mifflin, car il estime qu'il n'a « aucun avenir ici »,.

## Sortie en DVD
| The Office: The Complete Second Season | | | | | | | |
| Détails | Détails | Détails | Détails | Caractéristiques | Caractéristiques | Caractéristiques | Caractéristiques |
| - 22 épisodes - Coffret de quatre disques - Aspect ratio 1.78:1 - Langues : - Anglais (Dolby Digital 5.1 Surround) - Sous-titres : - Anglais, Espagnol | - 22 épisodes - Coffret de quatre disques - Aspect ratio 1.78:1 - Langues : - Anglais (Dolby Digital 5.1 Surround) - Sous-titres : - Anglais, Espagnol | - 22 épisodes - Coffret de quatre disques - Aspect ratio 1.78:1 - Langues : - Anglais (Dolby Digital 5.1 Surround) - Sous-titres : - Anglais, Espagnol | - 22 épisodes - Coffret de quatre disques - Aspect ratio 1.78:1 - Langues : - Anglais (Dolby Digital 5.1 Surround) - Sous-titres : - Anglais, Espagnol | - Commentaires des acteurs, scénaristes et producteurs sur 10 épisodes - Scènes coupées de chaque épisode - Clip Faces of Scranton - Les fausses pubs - Webisodes : The Accountants - Bêtisier - Les bandes-annonces spéciales J.O. - L'interview de Steve… par Steve | - Commentaires des acteurs, scénaristes et producteurs sur 10 épisodes - Scènes coupées de chaque épisode - Clip Faces of Scranton - Les fausses pubs - Webisodes : The Accountants - Bêtisier - Les bandes-annonces spéciales J.O. - L'interview de Steve… par Steve | - Commentaires des acteurs, scénaristes et producteurs sur 10 épisodes - Scènes coupées de chaque épisode - Clip Faces of Scranton - Les fausses pubs - Webisodes : The Accountants - Bêtisier - Les bandes-annonces spéciales J.O. - L'interview de Steve… par Steve | - Commentaires des acteurs, scénaristes et producteurs sur 10 épisodes - Scènes coupées de chaque épisode - Clip Faces of Scranton - Les fausses pubs - Webisodes : The Accountants - Bêtisier - Les bandes-annonces spéciales J.O. - L'interview de Steve… par Steve |
| Dates de sortie | | | | | | | |
| Région 1 | Région 1 | Région 1 | Région 1 | Région 2 | Région 2 | Région 2 | Région 2 |
| 12 septembre 2006 | 12 septembre 2006 | 12 septembre 2006 | 12 septembre 2006 | 28 janvier 2008 | 28 janvier 2008 | 28 janvier 2008 | 28 janvier 2008 |

### Citations originales
1. ↑  (en) « can't hold a candle to the American ».
2. ↑  (en) « becoming the best half-hour show on TV ».
3. ↑  (en) « fantastically real ».
4. ↑  (en) « one of the best-handled romances in TV history ».
5. ↑  (en) « from a very funny show into a truly brilliant show ».
6. ↑  (en) « does a wonderful job of developing the rest of the staff of Dunder-Mifflin [sic], something the UK version could never do to this extent ».
7. ↑  (en) « perfecting workaday moments so hilariously and relatably awkward that it makes viewers both laugh and cringe ».
8. ↑  (en) « I would just like to say that this was the best Dundies ever! Whoo! ».
9. ↑  (en) « is getting a boner ».
10. ↑  (en) « Which one is Jim? ».
11. ↑  (en) « dies ».
12. ↑  (en) « ten rules of business ».
13. ↑  (en) « Desert Island Picks ».
14. ↑  (en) « Who Would You Do? ».
15. ↑  (en) « The Fire Guy ».
16. ↑  (en) « assistant to the regional manager ».
17. ↑  (en) « assistant regional manager ».
18. ↑  (en) « Stop sleeping with your boss ».
19. ↑  (en) « Which one is Pam? ».
20. ↑  (en) « this isn't over ».
21. ↑  (en) « hooked up ».
22. ↑  (en) « best sex of [her] life ».
23. ↑  (en) « Happy Valentine's Day ».
24. ↑  (en) « I know what I said ».
25. ↑  (en) « get married and have 100 kids, so I can have 100 friends, and no one can say 'no' to being my friend ».
26. ↑  (en) « was a good day ».
27. ↑  (en) « clove cigarette ».
28. ↑  (en) « jinx ».
29. ↑  (en) « you can tell me anything ».
30. ↑  (en) « I just don't get it. What does he get out of that relationship? ».
31. ↑  (en) « no future here ».
32. ↑  (en) « misinterpreted things ».